# Населённые пункты Тверской области в районах (от К до П)
Населённые пункты Тверской области в районах (от К до П).
Городские населённые пункты (города и посёлки городского типа) выделены оранжевым цветом).
Численность населения сельских населённых пунктов приведена по данным переписи населения 2010 года, численность населения городских населённых пунктов (городов и пгт) — по оценке на 1 января 2021 года.

## Калининский
| №   | Населённый пункт                                       | Тип              | Население                                                                                  |
| --- | ------------------------------------------------------ | ---------------- | ------------------------------------------------------------------------------------------ |
| 1   | Абутьково                                              | деревня          | 1                                                                                          |
| 2   | Аввакумово                                             | деревня          | 1284                                                                                       |
| 3   | Азарниково                                             | деревня          | 20                                                                                         |
| 4   | Аксинькино                                             | деревня          | 12                                                                                         |
| 5   | Александровка                                          | деревня          | 15                                                                                         |
| 6   | Алексеевское                                           | деревня          | 6                                                                                          |
| 7   | Амачкино                                               | деревня          | 1                                                                                          |
| 8   | Ананьино                                               | деревня          | 1                                                                                          |
| 9   | Ананьино                                               | деревня          | 0                                                                                          |
| 10  | Анашкино                                               | деревня          | 8                                                                                          |
| 11  | Андреевское                                            | деревня          | 41                                                                                         |
| 12  | Андрейково                                             | деревня          | 387                                                                                        |
| 13  | Андрейково                                             | деревня          | 23                                                                                         |
| 14  | Андрианово                                             | деревня          | 42                                                                                         |
| 15  | Анисимово                                              | деревня          | 11                                                                                         |
| 16  | Антоново                                               | деревня          | 8                                                                                          |
| 17  | Арининское                                             | деревня          | 102                                                                                        |
| 18  | Арисково                                               | деревня          | 12                                                                                         |
| 19  | Аркатово                                               | деревня          | 129                                                                                        |
| 20  | Асаевские Горки                                        | деревня          | 0                                                                                          |
| 21  | Астафьево                                              | деревня          | 6                                                                                          |
| 22  | Афанасьево                                             | деревня          | 1                                                                                          |
| 23  | Афимьино                                               | деревня          | 1                                                                                          |
| 24  | Базыкино                                               | деревня          | 30                                                                                         |
| 25  | Бакшеево                                               | деревня          | 45                                                                                         |
| 26  | Балаково                                               | деревня          | 9                                                                                          |
| 27  | Баламутово                                             | деревня          | 20                                                                                         |
| 28  | Батино                                                 | деревня          | 29                                                                                         |
| 29  | Башмаково                                              | деревня          | 1                                                                                          |
| 30  | Беблево                                                | деревня          | 10                                                                                         |
| 31  | Бегуново                                               | деревня          | 0                                                                                          |
| 32  | Беклемишево                                            | деревня          | 21                                                                                         |
| 33  | Белавино                                               | деревня          | 28                                                                                         |
| 34  | Беле-Кушальское                                        | село             | 389                                                                                        |
| 35  | Бельцы                                                 | деревня          | 6                                                                                          |
| 36  | Берглезово                                             | деревня          | 1                                                                                          |
| 37  | Березино                                               | деревня          | 485                                                                                        |
| 38  | Беседы                                                 | деревня          | 10                                                                                         |
| 39  | Бирюлино                                               | деревня          | 8                                                                                          |
| 40  | Благодатная                                            | деревня          | 1                                                                                          |
| 41  | Блиново                                                | деревня          | 0                                                                                          |
| 42  | Бойково                                                | деревня          | 1                                                                                          |
| 43  | Бойково                                                | деревня          | 33                                                                                         |
| 44  | Большие Борки                                          | деревня          | 416                                                                                        |
| 45  | Большие Горки                                          | деревня          | 163                                                                                        |
| 46  | Большие Селищи                                         | деревня          | 13                                                                                         |
| 47  | Большое Бесково                                        | деревня          | 1                                                                                          |
| 48  | Бор                                                    | деревня          | 1                                                                                          |
| 49  | Бордино                                                | деревня          | 1                                                                                          |
| 50  | Борзенево                                              | деревня          | 21                                                                                         |
| 51  | Борисково                                              | деревня          | 0                                                                                          |
| 52  | Борисово                                               | деревня          | 1                                                                                          |
| 53  | Боровлево                                              | деревня          | 13                                                                                         |
| 54  | Бортниково                                             | деревня          | 89                                                                                         |
| 55  | Бочарниково                                            | деревня          | 12                                                                                         |
| 56  | Бреднево                                               | деревня          | 1                                                                                          |
| 57  | Брусилово                                              | деревня          | 41                                                                                         |
| 58  | Брыково                                                | деревня          | 198                                                                                        |
| 59  | Брянцево                                               | ж.д. станция     | 40                                                                                         |
| 60  | Букарево                                               | деревня          | 43                                                                                         |
| 61  | Букстово                                               | деревня          | 1                                                                                          |
| 62  | Бурашево                                               | село             | 1529                                                                                       |
| 63  | Буявино                                                | деревня          | 23                                                                                         |
| 64  | Быково                                                 | деревня          | 6                                                                                          |
| 65  | Быково                                                 | деревня          | 1                                                                                          |
| 66  | Васильевский Мох                                       | пгт              | 2309                                                                                       |
| 67  | Васильевское                                           | село             | 182                                                                                        |
| 68  | Васильково                                             | деревня          | 1                                                                                          |
| 69  | Вахново                                                | деревня          | 14                                                                                         |
| 70  | Вашутино                                               | деревня          | 16                                                                                         |
| 71  | Великое Село                                           | деревня          | 7                                                                                          |
| 72  | Вески                                                  | деревня          | 73                                                                                         |
| 73  | Ветлино                                                | деревня          | 24                                                                                         |
| 74  | Видогощи                                               | деревня          | 33                                                                                         |
| 75  | Вишенки                                                | деревня          | 47                                                                                         |
| 76  | Вишняково                                              | деревня          | 17                                                                                         |
| 77  | Власьево                                               | деревня          | 19                                                                                         |
| 78  | Войлово                                                | деревня          | 16                                                                                         |
| 79  | Волнино                                                | деревня          | 10                                                                                         |
| 80  | Вологино                                               | деревня          | 16                                                                                         |
| 81  | Володеево                                              | деревня          | 21                                                                                         |
| 82  | Володино                                               | деревня          | 39                                                                                         |
| 83  | Волосово                                               | деревня          | 0                                                                                          |
| 84  | Волынцево                                              | деревня          | 27                                                                                         |
| 85  | Воскресенское                                          | деревня          | 40                                                                                         |
| 86  | Восток                                                 | посёлок          | 314                                                                                        |
| 87  | Всехсвятское                                           | деревня          | 1                                                                                          |
| 88  | Вязьма                                                 | деревня          | 0                                                                                          |
| 89  | Гильнево                                               | деревня          | 9                                                                                          |
| 90  | Гинделево                                              | деревня          | 1                                                                                          |
| 91  | Глазково                                               | деревня          | 299                                                                                        |
| 92  | Глездово                                               | деревня          | 5                                                                                          |
| 93  | Глинки                                                 | деревня          | 28                                                                                         |
| 94  | Глинково                                               | деревня          | 76                                                                                         |
| 95  | Гнильцы                                                | деревня          | 5                                                                                          |
| 96  | Голениха                                               | деревня          | 31                                                                                         |
| 97  | Голобово                                               | деревня          | 11                                                                                         |
| 98  | Головачево                                             | деревня          | 14                                                                                         |
| 99  | Головино                                               | деревня          | 11                                                                                         |
| 100 | Горбово                                                | деревня          | 46                                                                                         |
| 101 | Городище                                               | деревня          | 128                                                                                        |
| 102 | Городище                                               | деревня          | 30                                                                                         |
| 103 | Городня                                                | деревня          | 70                                                                                         |
| 104 | Горохово                                               | деревня          | 89                                                                                         |
| 105 | Горютино                                               | деревня          | 213                                                                                        |
| 106 | Гостилково                                             | деревня          | 5                                                                                          |
| 107 | Греблево                                               | деревня          | 7                                                                                          |
| 108 | Григорьево                                             | деревня          | 7                                                                                          |
| 109 | Гридино                                                | деревня          | 1                                                                                          |
| 110 | Гришино                                                | деревня          | 11                                                                                         |
| 111 | Гришино                                                | деревня          | 1                                                                                          |
| 112 | Гришкино Большое                                       | деревня          | 12                                                                                         |
| 113 | Гришкино Малое                                         | деревня          | 1                                                                                          |
| 114 | Губино                                                 | деревня          | 86                                                                                         |
| 115 | Губино                                                 | деревня          | 13                                                                                         |
| 116 | Гудково                                                | деревня          | 0                                                                                          |
| 117 | Гудово                                                 | деревня          | 1                                                                                          |
| 118 | Давыдово                                               | деревня          | 13                                                                                         |
| 119 | Давыдово                                               | деревня          | 12                                                                                         |
| 120 | Даниловское                                            | деревня          | 475                                                                                        |
| 121 | Денисово                                               | деревня          | 1                                                                                          |
| 122 | Дмитрово-Черкассы                                      | посёлок          | 530                                                                                        |
| 123 | Дмитровское                                            | деревня          | 320                                                                                        |
| 124 | Дмитровское                                            | деревня          | 333                                                                                        |
| 125 | Доборшино                                              | деревня          | 0                                                                                          |
| 126 | Долгушево                                              | деревня          | 7                                                                                          |
| 127 | Долматово                                              | деревня          | 24                                                                                         |
| 128 | Домниково                                              | деревня          | 13                                                                                         |
| 129 | Доншино                                                | деревня          | 1                                                                                          |
| 130 | Дорожкино                                              | деревня          | 1                                                                                          |
| 131 | Дубково                                                | деревня          | 9                                                                                          |
| 132 | Дубровки                                               | деревня          | 26                                                                                         |
| 133 | Дубровки                                               | деревня          | 116                                                                                        |
| 134 | Дуденёво                                               | деревня          | 17                                                                                         |
| 135 | Дуденцы                                                | село             | 9                                                                                          |
| 136 | Дудино                                                 | деревня          | 18                                                                                         |
| 137 | Дьяково                                                | деревня          | 30                                                                                         |
| 138 | Дягелево                                               | деревня          | 0                                                                                          |
| 139 | Езвино                                                 | деревня          | 324                                                                                        |
| 140 | Ельзово                                                | деревня          | 6                                                                                          |
| 141 | Емельянцево                                            | деревня          | 1                                                                                          |
| 142 | Жданово                                                | деревня          | 54                                                                                         |
| 143 | Жданово                                                | деревня          | 0                                                                                          |
| 144 | Желнино                                                | деревня          | 1                                                                                          |
| 145 | Жирносово                                              | деревня          | 1                                                                                          |
| 146 | Жорновка                                               | деревня          | 56                                                                                         |
| 147 | Заболотье                                              | деревня          | 6                                                                                          |
| 148 | Заборовье                                              | деревня          | 260                                                                                        |
| 149 | Заборовье                                              | село             | 22                                                                                         |
| 150 | Заборье                                                | деревня          | 6                                                                                          |
| 151 | Заволжский                                             | посёлок          | 2400                                                                                       |
| 152 | Загородный                                             | посёлок          | 498                                                                                        |
| 153 | Заовражье                                              | деревня          | 1                                                                                          |
| 154 | Заозерье                                               | деревня          | 1                                                                                          |
| 155 | Заречье                                                | деревня          | 36                                                                                         |
| 156 | Заречье                                                | деревня          | 78                                                                                         |
| 157 | Захарово                                               | деревня          | 1                                                                                          |
| 158 | Захарьино                                              | деревня          | 54                                                                                         |
| 159 | Захарьино                                              | деревня          | 10                                                                                         |
| 160 | Захеево                                                | деревня          | 19                                                                                         |
| 161 | Зверево                                                | деревня          | 1                                                                                          |
| 162 | Зеленец                                                | деревня          | 25                                                                                         |
| 163 | Зерново                                                | деревня          | 8                                                                                          |
| 164 | Зиновьево                                              | деревня          | 12                                                                                         |
| 165 | Зиновьево                                              | деревня          | 1                                                                                          |
| 166 | Зинцово                                                | деревня          | 7                                                                                          |
| 167 | Змеево                                                 | деревня          | 70                                                                                         |
| 168 | Змеёво                                                 | деревня          | 1                                                                                          |
| 169 | Зуево                                                  | деревня          | 1                                                                                          |
| 170 | Ивановские Горки                                       | деревня          | 10                                                                                         |
| 171 | Ивановское                                             | деревня          | 8                                                                                          |
| 172 | Ивановское                                             | деревня          | 29                                                                                         |
| 173 | Иванцево                                               | деревня          | 1                                                                                          |
| 174 | Иванцево                                               | деревня          | 0                                                                                          |
| 175 | Иваньково                                              | деревня          | 1                                                                                          |
| 176 | Игнатово                                               | деревня          | 17                                                                                         |
| 177 | Игрище                                                 | деревня          | 5                                                                                          |
| 178 | Иенево                                                 | деревня          | 13                                                                                         |
| 179 | Избрижье                                               | деревня          | 15                                                                                         |
| 180 | Изворотень                                             | деревня          | 54                                                                                         |
| 181 | Измайлово                                              | деревня          | 18                                                                                         |
| 182 | Ильино                                                 | деревня          | 0                                                                                          |
| 183 | Ильино                                                 | деревня          | 1                                                                                          |
| 184 | Ильинское                                              | село             | 401                                                                                        |
| 185 | Каблуково                                              | село             | 223                                                                                        |
| 186 | Кадино                                                 | деревня          | 39                                                                                         |
| 187 | Калиново                                               | деревня          | 24                                                                                         |
| 188 | Калистово                                              | деревня          | 7                                                                                          |
| 189 | Калистово                                              | деревня          | 25                                                                                         |
| 190 | Калошино                                               | деревня          | 24                                                                                         |
| 191 | Калошино                                               | деревня          | 1                                                                                          |
| 192 | Каменка                                                | деревня          | 38                                                                                         |
| 193 | Кашенцево                                              | деревня          | 12                                                                                         |
| 194 | Кашино                                                 | деревня          | 1                                                                                          |
| 195 | Квакшино                                               | деревня          | 1027                                                                                       |
| 196 | Киверниково                                            | деревня          | 1                                                                                          |
| 197 | Киево                                                  | деревня          | 13                                                                                         |
| 198 | Киселево                                               | деревня          | 7                                                                                          |
| 199 | Кишкино                                                | деревня          | 1                                                                                          |
| 200 | Клеопино                                               | деревня          | 5                                                                                          |
| 201 | Климтино                                               | деревня          | 1                                                                                          |
| 202 | Княгинькино                                            | деревня          | 5                                                                                          |
| 203 | Князево                                                | деревня          | 0                                                                                          |
| 204 | Князево                                                | деревня          | 21                                                                                         |
| 205 | Князево                                                | деревня          | 15                                                                                         |
| 206 | Кобячево                                               | деревня          | 1                                                                                          |
| 207 | Козино                                                 | деревня          | 20                                                                                         |
| 208 | Козлово                                                | деревня          | 0                                                                                          |
| 209 | Козлятьево                                             | деревня          | 1                                                                                          |
| 210 | Коленовка                                              | деревня          | 9                                                                                          |
| 211 | Коленово                                               | деревня          | 12                                                                                         |
| 212 | Колесниково                                            | деревня          | 58                                                                                         |
| 213 | Колталово                                              | деревня          | 800                                                                                        |
| 214 | Кольцово                                               | деревня          | 24                                                                                         |
| 215 | Комсомольский                                          | посёлок          | 237                                                                                        |
| 216 | Копылево                                               | деревня          | 11                                                                                         |
| 217 | Кордон                                                 | населённый пункт | 1                                                                                          |
| 218 | Коробеино                                              | деревня          | 1                                                                                          |
| 219 | Коробейкино                                            | деревня          | 1                                                                                          |
| 220 | Костьково                                              | деревня          | 12                                                                                         |
| 221 | Котельниково                                           | деревня          | 8                                                                                          |
| 222 | Котово                                                 | деревня          | 0                                                                                          |
| 223 | Кошелево                                               | деревня          | 8                                                                                          |
| 224 | Кошелево                                               | деревня          | 0                                                                                          |
| 225 | Красная Гора                                           | село             | 594                                                                                        |
| 226 | Красная Горка                                          | деревня          | 121                                                                                        |
| 227 | Красная Новь                                           | деревня          | 53                                                                                         |
| 228 | Красная Пресня                                         | деревня          | 43                                                                                         |
| 229 | Красново                                               | деревня          | 33                                                                                         |
| 230 | Красный Бор                                            | деревня          | 33                                                                                         |
| 231 | Кривцово                                               | деревня          | 183                                                                                        |
| 232 | Круплянка                                              | деревня          | 5                                                                                          |
| 233 | Крупшево                                               | деревня          | 30                                                                                         |
| 234 | Крутые Горки                                           | деревня          | 1                                                                                          |
| 235 | Крюково                                                | деревня          | 8                                                                                          |
| 236 | Кувшиново                                              | деревня          | 68                                                                                         |
| 237 | Кузьминка                                              | ж.д. станция     | 52                                                                                         |
| 238 | Кузьминское                                            | село             | 69                                                                                         |
| 239 | Кулицкая                                               | ж.д. станция     | 951                                                                                        |
| 240 | Кумордино                                              | деревня          | 375                                                                                        |
| 241 | Кунькино                                               | деревня          | 12                                                                                         |
| 242 | Курганово                                              | деревня          | 9                                                                                          |
| 243 | Куркино                                                | деревня          | 8                                                                                          |
| 244 | Курково                                                | деревня          | 0                                                                                          |
| 245 | Курово                                                 | деревня          | 0                                                                                          |
| 246 | Курово                                                 | деревня          | 1                                                                                          |
| 247 | Курово                                                 | деревня          | 44                                                                                         |
| 248 | Кустова Сторожка                                       | населённый пункт | 0                                                                                          |
| 249 | Кустово                                                | деревня          | 17                                                                                         |
| 250 | Лапино                                                 | деревня          | 20                                                                                         |
| 251 | Лаптево                                                | деревня          | 0                                                                                          |
| 252 | Лебедево                                               | деревня          | 158                                                                                        |
| 253 | Левково                                                | деревня          | 0                                                                                          |
| 254 | Левобережная                                           | деревня          | 10                                                                                         |
| 255 | Лели                                                   | деревня          | 8                                                                                          |
| 256 | Лесная Поляна                                          | деревня          | 1                                                                                          |
| 257 | Леушино                                                | деревня          | 19                                                                                         |
| 258 | Лисицы                                                 | деревня          | 36                                                                                         |
| 259 | Литвинцево                                             | деревня          | 20                                                                                         |
| 260 | Литобоево                                              | деревня          | 0                                                                                          |
| 261 | Логуново                                               | деревня          | 11                                                                                         |
| 262 | Лукино                                                 | деревня          | 79                                                                                         |
| 263 | Лукьяново                                              | деревня          | 1                                                                                          |
| 264 | Львово                                                 | деревня          | 1                                                                                          |
| 265 | Львово                                                 | деревня          | 13                                                                                         |
| 266 | Любалево                                               | деревня          | 7                                                                                          |
| 267 | Люшино                                                 | деревня          | 14                                                                                         |
| 268 | Лямово                                                 | деревня          | 40                                                                                         |
| 269 | Лясково                                                | деревня          | 12                                                                                         |
| 270 | Малая Избрижка                                         | деревня          | 0                                                                                          |
| 271 | Малиновка                                              | деревня          | 9                                                                                          |
| 272 | Малое Алексеевское                                     | деревня          | 7                                                                                          |
| 273 | Малое Бесково                                          | деревня          | 0                                                                                          |
| 274 | Малое Селище                                           | деревня          | 0                                                                                          |
| 275 | Малое Селище                                           | деревня          | 0                                                                                          |
| 276 | Малые Борки                                            | деревня          | 0                                                                                          |
| 277 | Малые Горки                                            | деревня          | 6                                                                                          |
| 278 | Марково                                                | деревня          | 0                                                                                          |
| 279 | Марьино                                                | деревня          | 0                                                                                          |
| 280 | Марьино                                                | деревня          | 0                                                                                          |
| 281 | Марьино                                                | деревня          | 1                                                                                          |
| 282 | Марьино                                                | деревня          | 1                                                                                          |
| 283 | Маслово                                                | деревня          | 22                                                                                         |
| 284 | Матвеевское                                            | деревня          | 7                                                                                          |
| 285 | Матеево                                                | деревня          | 1                                                                                          |
| 286 | Мачехин Конец                                          | деревня          | 0                                                                                          |
| 287 | Маяк                                                   | посёлок          | 1                                                                                          |
| 288 | Медвежье                                               | деревня          | 10                                                                                         |
| 289 | Медное                                                 | село             | 2645                                                                                       |
| 290 | Мелечкино                                              | деревня          | 315                                                                                        |
| 291 | Мельниково                                             | деревня          | 60                                                                                         |
| 292 | Мерлово                                                | деревня          | 10                                                                                         |
| 293 | Мермерины                                              | деревня          | 742                                                                                        |
| 294 | Металлистов                                            | посёлок          | 1757                                                                                       |
| 295 | Миснево                                                | деревня          | 12                                                                                         |
| 296 | Митенево                                               | деревня          | 221                                                                                        |
| 297 | Митяево                                                | деревня          | 61                                                                                         |
| 298 | Михайловское                                           | село             | 426                                                                                        |
| 299 | Михеево                                                | деревня          | 1                                                                                          |
| 300 | Мишнево                                                | деревня          | 16                                                                                         |
| 301 | Мозжарино                                              | деревня          | 20                                                                                         |
| 302 | Моркино Городище                                       | деревня          | 19                                                                                         |
| 303 | Мотавино                                               | деревня          | 62                                                                                         |
| 304 | Мухино                                                 | деревня          | 110                                                                                        |
| 305 | Мухино                                                 | деревня          | 8                                                                                          |
| 306 | Мухино-Городище                                        | деревня          | 17                                                                                         |
| 307 | Мятлево                                                | деревня          | 35                                                                                         |
| 308 | Наквасино                                              | деревня          | 10                                                                                         |
| 309 | Напрудное                                              | деревня          | 19                                                                                         |
| 310 | Настасино                                              | деревня          | 8                                                                                          |
| 311 | Неготино                                               | деревня          | 28                                                                                         |
| 312 | Нездылово                                              | деревня          | 40                                                                                         |
| 313 | Некрасово                                              | деревня          | 404                                                                                        |
| 314 | Нелидово                                               | деревня          | 1                                                                                          |
| 315 | Непеино                                                | деревня          | 15                                                                                         |
| 316 | Нестерово                                              | деревня          | 248                                                                                        |
| 317 | Нестерово                                              | деревня          | 20                                                                                         |
| 318 | Нефедьево                                              | деревня          | 6                                                                                          |
| 319 | Нешарово                                               | деревня          | 1                                                                                          |
| 320 | Никола                                                 | деревня          | 34                                                                                         |
| 321 | Николо-Малица                                          | деревня          | 386                                                                                        |
| 322 | Никольское                                             | село             | 1323                                                                                       |
| 323 | Никулино                                               | деревня          | 859                                                                                        |
| 324 | Новая Ведерня                                          | деревня          | 6                                                                                          |
| 325 | Новая Слобода                                          | деревня          | 26                                                                                         |
| 326 | Новенькое                                              | деревня          | 1                                                                                          |
| 327 | Новенькое                                              | деревня          | 26                                                                                         |
| 328 | Новинки                                                | деревня          | 6                                                                                          |
| 329 | Новинки                                                | деревня          | 74                                                                                         |
| 330 | Новинки                                                | деревня          | 1                                                                                          |
| 331 | Новое                                                  | деревня          | 40                                                                                         |
| 332 | Новое Брянцево                                         | деревня          | 82                                                                                         |
| 333 | Новое Семёновское                                      | деревня          | 152                                                                                        |
| 334 | Новое Чопрово                                          | деревня          | 37                                                                                         |
| 335 | Новоселово                                             | деревня          | 0                                                                                          |
| 336 | Новосельцы                                             | деревня          | 9                                                                                          |
| 337 | Новосельцы                                             | деревня          | 6                                                                                          |
| 338 | Новый Городок                                          | деревня          | 0                                                                                          |
| 339 | Носово                                                 | деревня          | 1                                                                                          |
| 340 | Обухово                                                | деревня          | 49                                                                                         |
| 341 | Оздихово                                               | деревня          | 0                                                                                          |
| 342 | Озерецкое                                              | деревня          | 1                                                                                          |
| 343 | Олбово                                                 | деревня          | 22                                                                                         |
| 344 | Опарино                                                | деревня          | 44                                                                                         |
| 345 | Оритово                                                | деревня          | 0                                                                                          |
| 346 | Орудово                                                | деревня          | 116                                                                                        |
| 347 | Орша                                                   | деревня          | 84                                                                                         |
| 348 | Орша                                                   | пгт              | 1974                                                                                       |
| 349 | Осекино                                                | деревня          | 1                                                                                          |
| 350 | Осинки                                                 | деревня          | 12                                                                                         |
| 351 | Отдельные Дома Госпиталя Инвалидов Отечественной Войны | населённый пункт | 115                                                                                        |
| 352 | Отдельные Дома Санатория Черногубово                   | населённый пункт | 331                                                                                        |
| 353 | Отмичи                                                 | деревня          | 8                                                                                          |
| 354 | Отрада                                                 | деревня          | 1                                                                                          |
| 355 | Ошурково                                               | деревня          | 11                                                                                         |
| 356 | Павловское                                             | деревня          | 19                                                                                         |
| 357 | Палагино                                               | деревня          | 9                                                                                          |
| 358 | Палкино                                                | деревня          | 139                                                                                        |
| 359 | Панигино                                               | деревня          | 26                                                                                         |
| 360 | Панино                                                 | деревня          | 32                                                                                         |
| 361 | Панино                                                 | деревня          | 1                                                                                          |
| 362 | Пантелеево                                             | деревня          | 16                                                                                         |
| 363 | Пасынково                                              | деревня          | 123                                                                                        |
| 364 | Пенчино                                                | деревня          | 33                                                                                         |
| 365 | Пепелышево                                             | деревня          | 11                                                                                         |
| 366 | Первомайские Горки                                     | деревня          | 171                                                                                        |
| 367 | Перехожее                                              | деревня          | 19                                                                                         |
| 368 | Перхурово                                              | деревня          | 12                                                                                         |
| 369 | Пестово                                                | деревня          | 80                                                                                         |
| 370 | Петровское                                             | село             | 344                                                                                        |
| 371 | Петрушино                                              | деревня          | 24                                                                                         |
| 372 | Пирогово                                               | деревня          | 24                                                                                         |
| 373 | Писково                                                | деревня          | 0                                                                                          |
| 374 | Пищалкино                                              | деревня          | 46                                                                                         |
| 375 | Пищулино                                               | деревня          | 15                                                                                         |
| 376 | Погорелово                                             | деревня          | 22                                                                                         |
| 377 | Погорельцы                                             | деревня          | 1                                                                                          |
| 378 | Поддубки                                               | деревня          | 27                                                                                         |
| 379 | Поддубки                                               | деревня          | 45                                                                                         |
| 380 | Поддубье                                               | деревня          | 60                                                                                         |
| 381 | Подолово                                               | деревня          | 0                                                                                          |
| 382 | Покровское                                             | село             | 15                                                                                         |
| 383 | Полубратово                                            | деревня          | 5                                                                                          |
| 384 | Полукарпово                                            | деревня          | 21                                                                                         |
| 385 | Полупустошь                                            | деревня          | 12                                                                                         |
| 386 | Полустово                                              | деревня          | 8                                                                                          |
| 387 | Полянское                                              | деревня          | 14                                                                                         |
| 388 | Поминово                                               | деревня          | 9                                                                                          |
| 389 | Поминово                                               | деревня          | 11                                                                                         |
| 390 | Помисово                                               | деревня          | 12                                                                                         |
| 391 | Пономарьково                                           | деревня          | 0                                                                                          |
| 392 | Попцово                                                | деревня          | 5                                                                                          |
| 393 | Порожки                                                | деревня          | 20                                                                                         |
| 394 | Порядино                                               | деревня          | 1                                                                                          |
| 395 | Почеп                                                  | деревня          | 13                                                                                         |
| 396 | Починки                                                | деревня          | 13                                                                                         |
| 397 | Прибытково                                             | деревня          | 26                                                                                         |
| 398 | Прокофьево                                             | деревня          | 13                                                                                         |
| 399 | Протасово                                              | деревня          | 19                                                                                         |
| 400 | Прудище                                                | деревня          | 41                                                                                         |
| 401 | Пуково                                                 | деревня          | 5                                                                                          |
| 402 | Пургасово                                              | деревня          | 6                                                                                          |
| 403 | Путилово                                               | деревня          | 5                                                                                          |
| 404 | Путиловские Лагеря                                     | населённый пункт | 0                                                                                          |
| 405 | Пушкино                                                | село             | 356                                                                                        |
| 406 | Пчельниково                                            | деревня          | 1                                                                                          |
| 407 | Пяткино                                                | деревня          | 5                                                                                          |
| 408 | Рагодино                                               | деревня          | 35                                                                                         |
| 409 | Рагозино                                               | деревня          | 18                                                                                         |
| 410 | Раслово                                                | деревня          | 35                                                                                         |
| 411 | Ремязино                                               | деревня          | 7                                                                                          |
| 412 | Родионово                                              | деревня          | 1                                                                                          |
| 413 | Рождествено                                            | село             | 411                                                                                        |
| 414 | Рождество                                              | деревня          | 6                                                                                          |
| 415 | Романово                                               | деревня          | 340                                                                                        |
| 416 | Романово                                               | деревня          | 25                                                                                         |
| 417 | Рубцово                                                | деревня          | 12                                                                                         |
| 418 | Ручково                                                | деревня          | 1                                                                                          |
| 419 | Рылово                                                 | деревня          | 60                                                                                         |
| 420 | Рябеево                                                | деревня          | 16                                                                                         |
| 421 | Рябинки                                                | деревня          | 0                                                                                          |
| 422 | Рябцево                                                | деревня          | 5                                                                                          |
| 423 | Рязаново                                               | деревня          | 1341                                                                                       |
| 424 | Рязаново                                               | деревня          | 31                                                                                         |
| 425 | Савватьево                                             | деревня          | 503                                                                                        |
| 426 | Савватьевское Лесничество                              | населённый пункт | 1                                                                                          |
| 427 | Савватьевское Торфопредприятие                         | населённый пункт | 182                                                                                        |
| 428 | Савино                                                 | деревня          | 8                                                                                          |
| 429 | Савино                                                 | деревня          | 238                                                                                        |
| 430 | Савино                                                 | деревня          | 16                                                                                         |
| 431 | Савкино                                                | деревня          | 16                                                                                         |
| 432 | Садовая                                                | деревня          | 45                                                                                         |
| 433 | Садыково                                               | деревня          | 17                                                                                         |
| 434 | Садыково                                               | деревня          | 1                                                                                          |
| 435 | Сакулино                                               | деревня          | 1                                                                                          |
| 436 | Сакулино                                               | деревня          | 98                                                                                         |
| 437 | Салыгино                                               | деревня          | 33                                                                                         |
| 438 | Саматово                                               | деревня          | 1                                                                                          |
| 439 | Сапково                                                | деревня          | 90                                                                                         |
| 440 | Сбынь                                                  | деревня          | 7                                                                                          |
| 441 | Секирино                                               | деревня          | 1                                                                                          |
| 442 | Селино                                                 | деревня          | 50                                                                                         |
| 443 | Селино                                                 | деревня          | 54                                                                                         |
| 444 | Сельцо                                                 | деревня          | 8                                                                                          |
| 445 | Сельцо-Подъелышево                                     | деревня          | 6                                                                                          |
| 446 | Семеновское                                            | деревня          | 9                                                                                          |
| 447 | Сергеевка                                              | деревня          | 15                                                                                         |
| 448 | Сергеево                                               | деревня          | 6                                                                                          |
| 449 | Сергиевское                                            | деревня          | 1                                                                                          |
| 450 | Сеславье                                               | деревня          | 12                                                                                         |
| 451 | Симоново                                               | деревня          | 36                                                                                         |
| 452 | Симоново                                               | деревня          | 0                                                                                          |
| 453 | Симоново                                               | деревня          | 47                                                                                         |
| 454 | Синцово                                                | деревня          | 10                                                                                         |
| 455 | Славное                                                | деревня          | 264                                                                                        |
| 456 | Слобода                                                | деревня          | 223                                                                                        |
| 457 | Слободка                                               | деревня          | 77                                                                                         |
| 458 | Слободка                                               | деревня          | 7                                                                                          |
| 459 | Слободка                                               | деревня          | 1                                                                                          |
| 460 | Смолино                                                | деревня          | 20                                                                                         |
| 461 | Сокол                                                  | деревня          | 54                                                                                         |
| 462 | Солодилово                                             | деревня          | 8                                                                                          |
| 463 | Сотцы                                                  | деревня          | 1                                                                                          |
| 464 | Софьино                                                | деревня          | 13                                                                                         |
| 465 | Спас На Сози                                           | деревня          | 1                                                                                          |
| 466 | Спирково                                               | деревня          | 7                                                                                          |
| 467 | Спичево                                                | деревня          | 30                                                                                         |
| 468 | Старая Ведерня                                         | деревня          | 22                                                                                         |
| 469 | Старенькое                                             | деревня          | 5                                                                                          |
| 470 | Старково                                               | деревня          | 11                                                                                         |
| 471 | Старое Брянцево                                        | деревня          | 62                                                                                         |
| 472 | Старое Семёновское                                     | деревня          | 1                                                                                          |
| 473 | Старое Чопрово                                         | деревня          | 9                                                                                          |
| 474 | Староселье                                             | деревня          | 72                                                                                         |
| 475 | Старый Погост                                          | деревня          | 241                                                                                        |
| 476 | Степаньково                                            | деревня          | 38                                                                                         |
| 477 | Стешево                                                | деревня          | 10                                                                                         |
| 478 | Стрельниково                                           | деревня          | 53                                                                                         |
| 479 | Стренево                                               | деревня          | 23                                                                                         |
| 480 | Судимирка                                              | деревня          | 10                                                                                         |
| 481 | Сухарево                                               | деревня          | 45                                                                                         |
| 482 | Суховерково                                            | пгт              | 562                                                                                        |
| 483 | Сухой Ручей                                            | деревня          | 12                                                                                         |
| 484 | Сушково                                                | деревня          | 13                                                                                         |
| 485 | Табуково                                               | деревня          | 5                                                                                          |
| 486 | Тальниково                                             | деревня          | 0                                                                                          |
| 487 | Тверца                                                 | деревня          | 16                                                                                         |
| 488 | Телятьево                                              | деревня          | 13                                                                                         |
| 489 | Тенешкино                                              | деревня          | 0                                                                                          |
| 490 | Теребино                                               | деревня          | 1                                                                                          |
| 491 | Терехово                                               | деревня          | 24                                                                                         |
| 492 | Тестово                                                | деревня          | 14                                                                                         |
| 493 | Тешелово                                               | деревня          | 0                                                                                          |
| 494 | Титово                                                 | деревня          | 0                                                                                          |
| 495 | Титово                                                 | деревня          | 1                                                                                          |
| 496 | Тованово                                               | деревня          | 15                                                                                         |
| 497 | Трестино                                               | деревня          | 8                                                                                          |
| 498 | Третьяково                                             | деревня          | 1                                                                                          |
| 499 | Троица                                                 | деревня          | Получено слишком много сущностей из Викиданные. Количество загруженных сущностей: 500/500. |
| 500 | Троицкое                                               | деревня          | Получено слишком много сущностей из Викиданные. Количество загруженных сущностей: 500/500. |
| 501 | Трояново                                               | деревня          | Получено слишком много сущностей из Викиданные. Количество загруженных сущностей: 500/500. |
| 502 | Трубино                                                | деревня          | Получено слишком много сущностей из Викиданные. Количество загруженных сущностей: 500/500. |
| 503 | Труд                                                   | деревня          | Получено слишком много сущностей из Викиданные. Количество загруженных сущностей: 500/500. |
| 504 | Труново                                                | деревня          | Получено слишком много сущностей из Викиданные. Количество загруженных сущностей: 500/500. |
| 505 | Тряхинькино                                            | деревня          | Получено слишком много сущностей из Викиданные. Количество загруженных сущностей: 500/500. |
| 506 | Тураево                                                | деревня          | Получено слишком много сущностей из Викиданные. Количество загруженных сущностей: 500/500. |
| 507 | Турбаза «Лисицкий Бор»                                 | населённый пункт | Получено слишком много сущностей из Викиданные. Количество загруженных сущностей: 500/500. |
| 508 | Тургиново                                              | деревня          | Получено слишком много сущностей из Викиданные. Количество загруженных сущностей: 500/500. |
| 509 | Тургиново                                              | село             | Получено слишком много сущностей из Викиданные. Количество загруженных сущностей: 500/500. |
| 510 | Турово                                                 | деревня          | Получено слишком много сущностей из Викиданные. Количество загруженных сущностей: 500/500. |
| 511 | Тутань                                                 | деревня          | Получено слишком много сущностей из Викиданные. Количество загруженных сущностей: 500/500. |
| 512 | Тухинь                                                 | деревня          | Получено слишком много сущностей из Викиданные. Количество загруженных сущностей: 500/500. |
| 513 | Ульяново                                               | деревня          | Получено слишком много сущностей из Викиданные. Количество загруженных сущностей: 500/500. |
| 514 | Устиново                                               | деревня          | Получено слишком много сущностей из Викиданные. Количество загруженных сущностей: 500/500. |
| 515 | Устье                                                  | деревня          | Получено слишком много сущностей из Викиданные. Количество загруженных сущностей: 500/500. |
| 516 | Федоровское                                            | деревня          | Получено слишком много сущностей из Викиданные. Количество загруженных сущностей: 500/500. |
| 517 | Федосово                                               | деревня          | Получено слишком много сущностей из Викиданные. Количество загруженных сущностей: 500/500. |
| 518 | Федоткино                                              | деревня          | Получено слишком много сущностей из Викиданные. Количество загруженных сущностей: 500/500. |
| 519 | Федурино                                               | деревня          | Получено слишком много сущностей из Викиданные. Количество загруженных сущностей: 500/500. |
| 520 | Фенино                                                 | деревня          | Получено слишком много сущностей из Викиданные. Количество загруженных сущностей: 500/500. |
| 521 | Ферязкино                                              | деревня          | Получено слишком много сущностей из Викиданные. Количество загруженных сущностей: 500/500. |
| 522 | Фефелово                                               | деревня          | Получено слишком много сущностей из Викиданные. Количество загруженных сущностей: 500/500. |
| 523 | Филипцево                                              | деревня          | Получено слишком много сущностей из Викиданные. Количество загруженных сущностей: 500/500. |
| 524 | Харитоново                                             | деревня          | Получено слишком много сущностей из Викиданные. Количество загруженных сущностей: 500/500. |
| 525 | Хомутово                                               | деревня          | Получено слишком много сущностей из Викиданные. Количество загруженных сущностей: 500/500. |
| 526 | Хотмирово                                              | деревня          | Получено слишком много сущностей из Викиданные. Количество загруженных сущностей: 500/500. |
| 527 | Хохряково                                              | деревня          | Получено слишком много сущностей из Викиданные. Количество загруженных сущностей: 500/500. |
| 528 | Царево                                                 | деревня          | Получено слишком много сущностей из Викиданные. Количество загруженных сущностей: 500/500. |
| 529 | Цветково                                               | деревня          | Получено слишком много сущностей из Викиданные. Количество загруженных сущностей: 500/500. |
| 530 | Чадово                                                 | деревня          | Получено слишком много сущностей из Викиданные. Количество загруженных сущностей: 500/500. |
| 531 | Черногубово                                            | деревня          | Получено слишком много сущностей из Викиданные. Количество загруженных сущностей: 500/500. |
| 532 | Чеченино                                               | деревня          | Получено слишком много сущностей из Викиданные. Количество загруженных сущностей: 500/500. |
| 533 | Чудово                                                 | деревня          | Получено слишком много сущностей из Викиданные. Количество загруженных сущностей: 500/500. |
| 534 | Чуприно                                                | деревня          | Получено слишком много сущностей из Викиданные. Количество загруженных сущностей: 500/500. |
| 535 | Чуприяновка                                            | ж.д. станция     | Получено слишком много сущностей из Викиданные. Количество загруженных сущностей: 500/500. |
| 536 | Чуприяново                                             | деревня          | Получено слишком много сущностей из Викиданные. Количество загруженных сущностей: 500/500. |
| 537 | Шаблино                                                | деревня          | Получено слишком много сущностей из Викиданные. Количество загруженных сущностей: 500/500. |
| 538 | Шалайково                                              | деревня          | Получено слишком много сущностей из Викиданные. Количество загруженных сущностей: 500/500. |
| 539 | Шапкино                                                | деревня          | Получено слишком много сущностей из Викиданные. Количество загруженных сущностей: 500/500. |
| 540 | Шепелево                                               | деревня          | Получено слишком много сущностей из Викиданные. Количество загруженных сущностей: 500/500. |
| 541 | Шернево                                                | деревня          | Получено слишком много сущностей из Викиданные. Количество загруженных сущностей: 500/500. |
| 542 | Шестино                                                | деревня          | Получено слишком много сущностей из Викиданные. Количество загруженных сущностей: 500/500. |
| 543 | Шигалово                                               | деревня          | Получено слишком много сущностей из Викиданные. Количество загруженных сущностей: 500/500. |
| 544 | Шилово                                                 | деревня          | Получено слишком много сущностей из Викиданные. Количество загруженных сущностей: 500/500. |
| 545 | Шипулино                                               | деревня          | Получено слишком много сущностей из Викиданные. Количество загруженных сущностей: 500/500. |
| 546 | Ширяево                                                | деревня          | Получено слишком много сущностей из Викиданные. Количество загруженных сущностей: 500/500. |
| 547 | Ширяково                                               | деревня          | Получено слишком много сущностей из Викиданные. Количество загруженных сущностей: 500/500. |
| 548 | Шокорово                                               | деревня          | Получено слишком много сущностей из Викиданные. Количество загруженных сущностей: 500/500. |
| 549 | Шульгино                                               | деревня          | Получено слишком много сущностей из Викиданные. Количество загруженных сущностей: 500/500. |
| 550 | Шутово                                                 | деревня          | Получено слишком много сущностей из Викиданные. Количество загруженных сущностей: 500/500. |
| 551 | Щекотово                                               | деревня          | Получено слишком много сущностей из Викиданные. Количество загруженных сущностей: 500/500. |
| 552 | Щербинино                                              | деревня          | Получено слишком много сущностей из Викиданные. Количество загруженных сущностей: 500/500. |
| 553 | Щербово                                                | деревня          | Получено слишком много сущностей из Викиданные. Количество загруженных сущностей: 500/500. |
| 554 | Щукино                                                 | деревня          | Получено слишком много сущностей из Викиданные. Количество загруженных сущностей: 500/500. |
| 555 | Эммаусс                                                | посёлок          | Получено слишком много сущностей из Викиданные. Количество загруженных сущностей: 500/500. |
| 556 | Эммаусс                                                | село             | Получено слишком много сущностей из Викиданные. Количество загруженных сущностей: 500/500. |
| 557 | Эммаусская Школа-Интернат                              | населённый пункт | Получено слишком много сущностей из Викиданные. Количество загруженных сущностей: 500/500. |
| 558 | Юрьевское                                              | деревня          | Получено слишком много сущностей из Викиданные. Количество загруженных сущностей: 500/500. |
| 559 | Якимово                                                | деревня          | Получено слишком много сущностей из Викиданные. Количество загруженных сущностей: 500/500. |
| 560 | Якимцево                                               | деревня          | Получено слишком много сущностей из Викиданные. Количество загруженных сущностей: 500/500. |
| 561 | Яковлево                                               | деревня          | Получено слишком много сущностей из Викиданные. Количество загруженных сущностей: 500/500. |
| 562 | Яковлево                                               | деревня          | Получено слишком много сущностей из Викиданные. Количество загруженных сущностей: 500/500. |
| 563 | Якутино                                                | деревня          | Получено слишком много сущностей из Викиданные. Количество загруженных сущностей: 500/500. |
| 564 | Якшино                                                 | деревня          | Получено слишком много сущностей из Викиданные. Количество загруженных сущностей: 500/500. |
| 565 | Яменское                                               | деревня          | Получено слишком много сущностей из Викиданные. Количество загруженных сущностей: 500/500. |
| 566 | Ямки                                                   | деревня          | Получено слишком много сущностей из Викиданные. Количество загруженных сущностей: 500/500. |
| 567 | Ямок                                                   | деревня          | Получено слишком много сущностей из Викиданные. Количество загруженных сущностей: 500/500. |
| 568 | Ярково                                                 | деревня          | Получено слишком много сущностей из Викиданные. Количество загруженных сущностей: 500/500. |
| 569 | Ярнево                                                 | деревня          | Получено слишком много сущностей из Викиданные. Количество загруженных сущностей: 500/500. |

## Калязинский
| №   | Населённый пункт     | Тип     | Население                                                                                  |
| --- | -------------------- | ------- | ------------------------------------------------------------------------------------------ |
| 1   | Аверково             | деревня | Получено слишком много сущностей из Викиданные. Количество загруженных сущностей: 500/500. |
| 2   | Авсергово            | деревня | Получено слишком много сущностей из Викиданные. Количество загруженных сущностей: 500/500. |
| 3   | Акулово              | деревня | Получено слишком много сущностей из Викиданные. Количество загруженных сущностей: 500/500. |
| 4   | Александроково       | деревня | Получено слишком много сущностей из Викиданные. Количество загруженных сущностей: 500/500. |
| 5   | Алексино             | деревня | Получено слишком много сущностей из Викиданные. Количество загруженных сущностей: 500/500. |
| 6   | Алфёрово             | деревня | Получено слишком много сущностей из Викиданные. Количество загруженных сущностей: 500/500. |
| 7   | Альфимово            | деревня | Получено слишком много сущностей из Викиданные. Количество загруженных сущностей: 500/500. |
| 8   | Андреевское          | деревня | Получено слишком много сущностей из Викиданные. Количество загруженных сущностей: 500/500. |
| 9   | Андрианово           | деревня | Получено слишком много сущностей из Викиданные. Количество загруженных сущностей: 500/500. |
| 10  | Апухтино             | село    | Получено слишком много сущностей из Викиданные. Количество загруженных сущностей: 500/500. |
| 11  | Аферово              | деревня | Получено слишком много сущностей из Викиданные. Количество загруженных сущностей: 500/500. |
| 12  | Аферово              | деревня | Получено слишком много сущностей из Викиданные. Количество загруженных сущностей: 500/500. |
| 13  | Аферьево             | деревня | Получено слишком много сущностей из Викиданные. Количество загруженных сущностей: 500/500. |
| 14  | Афонино              | деревня | Получено слишком много сущностей из Викиданные. Количество загруженных сущностей: 500/500. |
| 15  | Байкусово            | деревня | Получено слишком много сущностей из Викиданные. Количество загруженных сущностей: 500/500. |
| 16  | Балахонка            | деревня | Получено слишком много сущностей из Викиданные. Количество загруженных сущностей: 500/500. |
| 17  | Баринцево            | деревня | Получено слишком много сущностей из Викиданные. Количество загруженных сущностей: 500/500. |
| 18  | Бачманово            | деревня | Получено слишком много сущностей из Викиданные. Количество загруженных сущностей: 500/500. |
| 19  | Бекетово             | деревня | Получено слишком много сущностей из Викиданные. Количество загруженных сущностей: 500/500. |
| 20  | Белоглазово          | деревня | Получено слишком много сущностей из Викиданные. Количество загруженных сущностей: 500/500. |
| 21  | Бельская             | деревня | Получено слишком много сущностей из Викиданные. Количество загруженных сущностей: 500/500. |
| 22  | Бердовка             | деревня | Получено слишком много сущностей из Викиданные. Количество загруженных сущностей: 500/500. |
| 23  | Берегово             | деревня | Получено слишком много сущностей из Викиданные. Количество загруженных сущностей: 500/500. |
| 24  | Берниково            | деревня | Получено слишком много сущностей из Викиданные. Количество загруженных сущностей: 500/500. |
| 25  | Бителево             | деревня | Получено слишком много сущностей из Викиданные. Количество загруженных сущностей: 500/500. |
| 26  | Благуново            | деревня | Получено слишком много сущностей из Викиданные. Количество загруженных сущностей: 500/500. |
| 27  | Бобики               | деревня | Получено слишком много сущностей из Викиданные. Количество загруженных сущностей: 500/500. |
| 28  | Богданово            | деревня | Получено слишком много сущностей из Викиданные. Количество загруженных сущностей: 500/500. |
| 29  | Боково               | деревня | Получено слишком много сущностей из Викиданные. Количество загруженных сущностей: 500/500. |
| 30  | Болдиново            | деревня | Получено слишком много сущностей из Викиданные. Количество загруженных сущностей: 500/500. |
| 31  | Большие Иванищи      | деревня | Получено слишком много сущностей из Викиданные. Количество загруженных сущностей: 500/500. |
| 32  | Большое Льгово       | деревня | Получено слишком много сущностей из Викиданные. Количество загруженных сущностей: 500/500. |
| 33  | Большое Михайловское | деревня | Получено слишком много сущностей из Викиданные. Количество загруженных сущностей: 500/500. |
| 34  | Большое Плутково     | деревня | Получено слишком много сущностей из Викиданные. Количество загруженных сущностей: 500/500. |
| 35  | Большое Рогатино     | деревня | Получено слишком много сущностей из Викиданные. Количество загруженных сущностей: 500/500. |
| 36  | Большое Сидорово     | деревня | Получено слишком много сущностей из Викиданные. Количество загруженных сущностей: 500/500. |
| 37  | Бородино             | деревня | Получено слишком много сущностей из Викиданные. Количество загруженных сущностей: 500/500. |
| 38  | Бородулино           | деревня | Получено слишком много сущностей из Викиданные. Количество загруженных сущностей: 500/500. |
| 39  | Браниха              | деревня | Получено слишком много сущностей из Викиданные. Количество загруженных сущностей: 500/500. |
| 40  | Братково             | деревня | Получено слишком много сущностей из Викиданные. Количество загруженных сущностей: 500/500. |
| 41  | Брыкино              | деревня | Получено слишком много сущностей из Викиданные. Количество загруженных сущностей: 500/500. |
| 42  | Брыкино              | деревня | Получено слишком много сущностей из Викиданные. Количество загруженных сущностей: 500/500. |
| 43  | Будимирово           | деревня | Получено слишком много сущностей из Викиданные. Количество загруженных сущностей: 500/500. |
| 44  | Бунькино             | деревня | Получено слишком много сущностей из Викиданные. Количество загруженных сущностей: 500/500. |
| 45  | Буян                 | деревня | Получено слишком много сущностей из Викиданные. Количество загруженных сущностей: 500/500. |
| 46  | Быково               | деревня | Получено слишком много сущностей из Викиданные. Количество загруженных сущностей: 500/500. |
| 47  | Василёво             | деревня | Получено слишком много сущностей из Викиданные. Количество загруженных сущностей: 500/500. |
| 48  | Васюсино             | деревня | Получено слишком много сущностей из Викиданные. Количество загруженных сущностей: 500/500. |
| 49  | Вертягино            | деревня | Получено слишком много сущностей из Викиданные. Количество загруженных сущностей: 500/500. |
| 50  | Вески Нероновские    | деревня | Получено слишком много сущностей из Викиданные. Количество загруженных сущностей: 500/500. |
| 51  | Вески Поречские      | деревня | Получено слишком много сущностей из Викиданные. Количество загруженных сущностей: 500/500. |
| 52  | Вистленево           | деревня | Получено слишком много сущностей из Викиданные. Количество загруженных сущностей: 500/500. |
| 53  | Волковойна           | деревня | Получено слишком много сущностей из Викиданные. Количество загруженных сущностей: 500/500. |
| 54  | Волкушино            | деревня | Получено слишком много сущностей из Викиданные. Количество загруженных сущностей: 500/500. |
| 55  | Волнога              | деревня | Получено слишком много сущностей из Викиданные. Количество загруженных сущностей: 500/500. |
| 56  | Волосово             | деревня | Получено слишком много сущностей из Викиданные. Количество загруженных сущностей: 500/500. |
| 57  | Воронцово            | деревня | Получено слишком много сущностей из Викиданные. Количество загруженных сущностей: 500/500. |
| 58  | Ворошилово           | деревня | Получено слишком много сущностей из Викиданные. Количество загруженных сущностей: 500/500. |
| 59  | Ворынино             | деревня | Получено слишком много сущностей из Викиданные. Количество загруженных сущностей: 500/500. |
| 60  | Воскресенское        | деревня | Получено слишком много сущностей из Викиданные. Количество загруженных сущностей: 500/500. |
| 61  | Выдохино             | деревня | Получено слишком много сущностей из Викиданные. Количество загруженных сущностей: 500/500. |
| 62  | Выползово            | деревня | Получено слишком много сущностей из Викиданные. Количество загруженных сущностей: 500/500. |
| 63  | Высоково             | деревня | Получено слишком много сущностей из Викиданные. Количество загруженных сущностей: 500/500. |
| 64  | Высокое              | деревня | Получено слишком много сущностей из Викиданные. Количество загруженных сущностей: 500/500. |
| 65  | Глазково             | деревня | Получено слишком много сущностей из Викиданные. Количество загруженных сущностей: 500/500. |
| 66  | Головково            | деревня | Получено слишком много сущностей из Викиданные. Количество загруженных сущностей: 500/500. |
| 67  | Гора Пневиц          | село    | Получено слишком много сущностей из Викиданные. Количество загруженных сущностей: 500/500. |
| 68  | Горбово              | деревня | Получено слишком много сущностей из Викиданные. Количество загруженных сущностей: 500/500. |
| 69  | Горели               | деревня | Получено слишком много сущностей из Викиданные. Количество загруженных сущностей: 500/500. |
| 70  | Горки                | деревня | Получено слишком много сущностей из Викиданные. Количество загруженных сущностей: 500/500. |
| 71  | Грибачево            | деревня | Получено слишком много сущностей из Викиданные. Количество загруженных сущностей: 500/500. |
| 72  | Гришкино             | деревня | Получено слишком много сущностей из Викиданные. Количество загруженных сущностей: 500/500. |
| 73  | Губино               | деревня | Получено слишком много сущностей из Викиданные. Количество загруженных сущностей: 500/500. |
| 74  | Данилово             | деревня | Получено слишком много сущностей из Викиданные. Количество загруженных сущностей: 500/500. |
| 75  | Дворики              | деревня | Получено слишком много сущностей из Викиданные. Количество загруженных сущностей: 500/500. |
| 76  | Деревеньки           | деревня | Получено слишком много сущностей из Викиданные. Количество загруженных сущностей: 500/500. |
| 77  | Дидерево             | деревня | Получено слишком много сущностей из Викиданные. Количество загруженных сущностей: 500/500. |
| 78  | Дмитровка            | деревня | Получено слишком много сущностей из Викиданные. Количество загруженных сущностей: 500/500. |
| 79  | Дмитровка            | деревня | Получено слишком много сущностей из Викиданные. Количество загруженных сущностей: 500/500. |
| 80  | Дорохино             | деревня | Получено слишком много сущностей из Викиданные. Количество загруженных сущностей: 500/500. |
| 81  | Дорохово             | деревня | Получено слишком много сущностей из Викиданные. Количество загруженных сущностей: 500/500. |
| 82  | Доскино              | деревня | Получено слишком много сущностей из Викиданные. Количество загруженных сущностей: 500/500. |
| 83  | Дуброво              | деревня | Получено слишком много сущностей из Викиданные. Количество загруженных сущностей: 500/500. |
| 84  | Дыбулино             | деревня | Получено слишком много сущностей из Викиданные. Количество загруженных сущностей: 500/500. |
| 85  | Дымово               | деревня | Получено слишком много сущностей из Викиданные. Количество загруженных сущностей: 500/500. |
| 86  | Екатериновка         | деревня | Получено слишком много сущностей из Викиданные. Количество загруженных сущностей: 500/500. |
| 87  | Елзыково             | деревня | Получено слишком много сущностей из Викиданные. Количество загруженных сущностей: 500/500. |
| 88  | Ефимово              | деревня | Получено слишком много сущностей из Викиданные. Количество загруженных сущностей: 500/500. |
| 89  | Жуковка              | деревня | Получено слишком много сущностей из Викиданные. Количество загруженных сущностей: 500/500. |
| 90  | Жуковка              | деревня | Получено слишком много сущностей из Викиданные. Количество загруженных сущностей: 500/500. |
| 91  | Зайцево              | деревня | Получено слишком много сущностей из Викиданные. Количество загруженных сущностей: 500/500. |
| 92  | Запрудье             | деревня | Получено слишком много сущностей из Викиданные. Количество загруженных сущностей: 500/500. |
| 93  | Заречье              | деревня | Получено слишком много сущностей из Викиданные. Количество загруженных сущностей: 500/500. |
| 94  | Заручье              | деревня | Получено слишком много сущностей из Викиданные. Количество загруженных сущностей: 500/500. |
| 95  | Захаровка            | деревня | Получено слишком много сущностей из Викиданные. Количество загруженных сущностей: 500/500. |
| 96  | Збуйнево             | деревня | Получено слишком много сущностей из Викиданные. Количество загруженных сущностей: 500/500. |
| 97  | Звездино             | деревня | Получено слишком много сущностей из Викиданные. Количество загруженных сущностей: 500/500. |
| 98  | Зверево              | деревня | Получено слишком много сущностей из Викиданные. Количество загруженных сущностей: 500/500. |
| 99  | Зелёная роща         | посёлок | Получено слишком много сущностей из Викиданные. Количество загруженных сущностей: 500/500. |
| 100 | Зиново               | деревня | Получено слишком много сущностей из Викиданные. Количество загруженных сущностей: 500/500. |
| 101 | Злобино              | деревня | Получено слишком много сущностей из Викиданные. Количество загруженных сущностей: 500/500. |
| 102 | Зобово               | деревня | Получено слишком много сущностей из Викиданные. Количество загруженных сущностей: 500/500. |
| 103 | Зыковская            | деревня | Получено слишком много сущностей из Викиданные. Количество загруженных сущностей: 500/500. |
| 104 | Иванково             | деревня | Получено слишком много сущностей из Викиданные. Количество загруженных сущностей: 500/500. |
| 105 | Ивановка             | деревня | Получено слишком много сущностей из Викиданные. Количество загруженных сущностей: 500/500. |
| 106 | Ильицино             | деревня | Получено слишком много сущностей из Викиданные. Количество загруженных сущностей: 500/500. |
| 107 | Инальцево            | деревня | Получено слишком много сущностей из Викиданные. Количество загруженных сущностей: 500/500. |
| 108 | Инархово             | деревня | Получено слишком много сущностей из Викиданные. Количество загруженных сущностей: 500/500. |
| 109 | Инкино               | деревня | Получено слишком много сущностей из Викиданные. Количество загруженных сущностей: 500/500. |
| 110 | Исаково              | деревня | Получено слишком много сущностей из Викиданные. Количество загруженных сущностей: 500/500. |
| 111 | Истопки              | деревня | Получено слишком много сущностей из Викиданные. Количество загруженных сущностей: 500/500. |
| 112 | Казаково             | деревня | Получено слишком много сущностей из Викиданные. Количество загруженных сущностей: 500/500. |
| 113 | Калабриево           | деревня | Получено слишком много сущностей из Викиданные. Количество загруженных сущностей: 500/500. |
| 114 | Калинино             | деревня | Получено слишком много сущностей из Викиданные. Количество загруженных сущностей: 500/500. |
| 115 | Калуги               | деревня | Получено слишком много сущностей из Викиданные. Количество загруженных сущностей: 500/500. |
| 116 | Калязин              | город   | Получено слишком много сущностей из Викиданные. Количество загруженных сущностей: 500/500. |
| 117 | Каменка              | деревня | Получено слишком много сущностей из Викиданные. Количество загруженных сущностей: 500/500. |
| 118 | Капшино              | село    | Получено слишком много сущностей из Викиданные. Количество загруженных сущностей: 500/500. |
| 119 | Кетково              | деревня | Получено слишком много сущностей из Викиданные. Количество загруженных сущностей: 500/500. |
| 120 | Киселево             | деревня | Получено слишком много сущностей из Викиданные. Количество загруженных сущностей: 500/500. |
| 121 | Клетинка             | деревня | Получено слишком много сущностей из Викиданные. Количество загруженных сущностей: 500/500. |
| 122 | Клыпино              | деревня | Получено слишком много сущностей из Викиданные. Количество загруженных сущностей: 500/500. |
| 123 | Коги                 | деревня | Получено слишком много сущностей из Викиданные. Количество загруженных сущностей: 500/500. |
| 124 | Кожевня              | деревня | Получено слишком много сущностей из Викиданные. Количество загруженных сущностей: 500/500. |
| 125 | Колотово             | деревня | Получено слишком много сущностей из Викиданные. Количество загруженных сущностей: 500/500. |
| 126 | Кондратово           | деревня | Получено слишком много сущностей из Викиданные. Количество загруженных сущностей: 500/500. |
| 127 | Конишкино            | деревня | Получено слишком много сущностей из Викиданные. Количество загруженных сущностей: 500/500. |
| 128 | Конищево             | деревня | Получено слишком много сущностей из Викиданные. Количество загруженных сущностей: 500/500. |
| 129 | Коноплино            | деревня | Получено слишком много сущностей из Викиданные. Количество загруженных сущностей: 500/500. |
| 130 | Конякино             | посёлок | Получено слишком много сущностей из Викиданные. Количество загруженных сущностей: 500/500. |
| 131 | Копылово             | деревня | Получено слишком много сущностей из Викиданные. Количество загруженных сущностей: 500/500. |
| 132 | Королево             | деревня | Получено слишком много сущностей из Викиданные. Количество загруженных сущностей: 500/500. |
| 133 | Коротково            | деревня | Получено слишком много сущностей из Викиданные. Количество загруженных сущностей: 500/500. |
| 134 | Кортино              | деревня | Получено слишком много сущностей из Викиданные. Количество загруженных сущностей: 500/500. |
| 135 | Красная Горка        | деревня | Получено слишком много сущностей из Викиданные. Количество загруженных сущностей: 500/500. |
| 136 | Красное              | деревня | Получено слишком много сущностей из Викиданные. Количество загруженных сущностей: 500/500. |
| 137 | Кривцово             | деревня | Получено слишком много сущностей из Викиданные. Количество загруженных сущностей: 500/500. |
| 138 | Крутая               | деревня | Получено слишком много сущностей из Викиданные. Количество загруженных сущностей: 500/500. |
| 139 | Крюково              | деревня | Получено слишком много сущностей из Викиданные. Количество загруженных сущностей: 500/500. |
| 140 | Ксыкино              | деревня | Получено слишком много сущностей из Викиданные. Количество загруженных сущностей: 500/500. |
| 141 | Кузнечково           | деревня | Получено слишком много сущностей из Викиданные. Количество загруженных сущностей: 500/500. |
| 142 | Кулигино             | деревня | Получено слишком много сущностей из Викиданные. Количество загруженных сущностей: 500/500. |
| 143 | Кулишки              | деревня | Получено слишком много сущностей из Викиданные. Количество загруженных сущностей: 500/500. |
| 144 | Курилово             | деревня | Получено слишком много сущностей из Викиданные. Количество загруженных сущностей: 500/500. |
| 145 | Кутузово             | деревня | Получено слишком много сущностей из Викиданные. Количество загруженных сущностей: 500/500. |
| 146 | Леванидово           | деревня | Получено слишком много сущностей из Викиданные. Количество загруженных сущностей: 500/500. |
| 147 | Леонтьевское         | деревня | Получено слишком много сущностей из Викиданные. Количество загруженных сущностей: 500/500. |
| 148 | Лесная Поляна        | посёлок | Получено слишком много сущностей из Викиданные. Количество загруженных сущностей: 500/500. |
| 149 | Лесуново             | деревня | Получено слишком много сущностей из Викиданные. Количество загруженных сущностей: 500/500. |
| 150 | Липовка              | деревня | Получено слишком много сущностей из Викиданные. Количество загруженных сущностей: 500/500. |
| 151 | Ложкино              | деревня | Получено слишком много сущностей из Викиданные. Количество загруженных сущностей: 500/500. |
| 152 | Лом                  | деревня | Получено слишком много сущностей из Викиданные. Количество загруженных сущностей: 500/500. |
| 153 | Луки                 | деревня | Получено слишком много сущностей из Викиданные. Количество загруженных сущностей: 500/500. |
| 154 | Лыткино              | деревня | Получено слишком много сущностей из Викиданные. Количество загруженных сущностей: 500/500. |
| 155 | Льняки               | деревня | Получено слишком много сущностей из Викиданные. Количество загруженных сущностей: 500/500. |
| 156 | Макарьевская         | деревня | Получено слишком много сущностей из Викиданные. Количество загруженных сущностей: 500/500. |
| 157 | Малахово             | деревня | Получено слишком много сущностей из Викиданные. Количество загруженных сущностей: 500/500. |
| 158 | Малое Льгово         | деревня | Получено слишком много сущностей из Викиданные. Количество загруженных сущностей: 500/500. |
| 159 | Малое Нагорское      | деревня | Получено слишком много сущностей из Викиданные. Количество загруженных сущностей: 500/500. |
| 160 | Малое Плутково       | деревня | Получено слишком много сущностей из Викиданные. Количество загруженных сущностей: 500/500. |
| 161 | Малое Рогатино       | деревня | Получено слишком много сущностей из Викиданные. Количество загруженных сущностей: 500/500. |
| 162 | Малое Сидорово       | деревня | Получено слишком много сущностей из Викиданные. Количество загруженных сущностей: 500/500. |
| 163 | Малые Иванищи        | деревня | Получено слишком много сущностей из Викиданные. Количество загруженных сущностей: 500/500. |
| 164 | Малый Дор            | деревня | Получено слишком много сущностей из Викиданные. Количество загруженных сущностей: 500/500. |
| 165 | Малый Подолец        | деревня | Получено слишком много сущностей из Викиданные. Количество загруженных сущностей: 500/500. |
| 166 | Малыхово             | деревня | Получено слишком много сущностей из Викиданные. Количество загруженных сущностей: 500/500. |
| 167 | Манаково             | деревня | Получено слишком много сущностей из Викиданные. Количество загруженных сущностей: 500/500. |
| 168 | Марково              | деревня | Получено слишком много сущностей из Викиданные. Количество загруженных сущностей: 500/500. |
| 169 | Матвейково           | деревня | Получено слишком много сущностей из Викиданные. Количество загруженных сущностей: 500/500. |
| 170 | Матренкино           | деревня | Получено слишком много сущностей из Викиданные. Количество загруженных сущностей: 500/500. |
| 171 | Медвежье             | деревня | Получено слишком много сущностей из Викиданные. Количество загруженных сущностей: 500/500. |
| 172 | Минино               | деревня | Получено слишком много сущностей из Викиданные. Количество загруженных сущностей: 500/500. |
| 173 | Мининская            | деревня | Получено слишком много сущностей из Викиданные. Количество загруженных сущностей: 500/500. |
| 174 | Митино               | деревня | Получено слишком много сущностей из Викиданные. Количество загруженных сущностей: 500/500. |
| 175 | Михайлово-Чириково   | деревня | Получено слишком много сущностей из Викиданные. Количество загруженных сущностей: 500/500. |
| 176 | Мицеево              | деревня | Получено слишком много сущностей из Викиданные. Количество загруженных сущностей: 500/500. |
| 177 | Молчаново            | деревня | Получено слишком много сущностей из Викиданные. Количество загруженных сущностей: 500/500. |
| 178 | Моншино              | деревня | Получено слишком много сущностей из Викиданные. Количество загруженных сущностей: 500/500. |
| 179 | Мордвиново           | деревня | Получено слишком много сущностей из Викиданные. Количество загруженных сущностей: 500/500. |
| 180 | Мордвиново           | деревня | Получено слишком много сущностей из Викиданные. Количество загруженных сущностей: 500/500. |
| 181 | Мытарево             | деревня | Получено слишком много сущностей из Викиданные. Количество загруженных сущностей: 500/500. |
| 182 | Мышино               | деревня | Получено слишком много сущностей из Викиданные. Количество загруженных сущностей: 500/500. |
| 183 | Мякишево             | деревня | Получено слишком много сущностей из Викиданные. Количество загруженных сущностей: 500/500. |
| 184 | Нагорское            | деревня | Получено слишком много сущностей из Викиданные. Количество загруженных сущностей: 500/500. |
| 185 | Непейно              | деревня | Получено слишком много сущностей из Викиданные. Количество загруженных сущностей: 500/500. |
| 186 | Нерль                | село    | Получено слишком много сущностей из Викиданные. Количество загруженных сущностей: 500/500. |
| 187 | Нерльская            | деревня | Получено слишком много сущностей из Викиданные. Количество загруженных сущностей: 500/500. |
| 188 | Нестерово            | деревня | Получено слишком много сущностей из Викиданные. Количество загруженных сущностей: 500/500. |
| 189 | Никитское            | деревня | Получено слишком много сущностей из Викиданные. Количество загруженных сущностей: 500/500. |
| 190 | Николаевка           | деревня | Получено слишком много сущностей из Викиданные. Количество загруженных сущностей: 500/500. |
| 191 | Новенькое            | деревня | Получено слишком много сущностей из Викиданные. Количество загруженных сущностей: 500/500. |
| 192 | Новинки              | деревня | Получено слишком много сущностей из Викиданные. Количество загруженных сущностей: 500/500. |
| 193 | Ново-Окатово         | деревня | Получено слишком много сущностей из Викиданные. Количество загруженных сущностей: 500/500. |
| 194 | Новое                | деревня | Получено слишком много сущностей из Викиданные. Количество загруженных сущностей: 500/500. |
| 195 | Новое Никольское     | деревня | Получено слишком много сущностей из Викиданные. Количество загруженных сущностей: 500/500. |
| 196 | Новое Село           | деревня | Получено слишком много сущностей из Викиданные. Количество загруженных сущностей: 500/500. |
| 197 | Ногино               | деревня | Получено слишком много сущностей из Викиданные. Количество загруженных сущностей: 500/500. |
| 198 | Носатово             | деревня | Получено слишком много сущностей из Викиданные. Количество загруженных сущностей: 500/500. |
| 199 | Носово               | деревня | Получено слишком много сущностей из Викиданные. Количество загруженных сущностей: 500/500. |
| 200 | Овсяниково           | деревня | Получено слишком много сущностей из Викиданные. Количество загруженных сущностей: 500/500. |
| 201 | Овсянниково          | деревня | Получено слишком много сущностей из Викиданные. Количество загруженных сущностей: 500/500. |
| 202 | Ознобиха             | деревня | Получено слишком много сущностей из Викиданные. Количество загруженных сущностей: 500/500. |
| 203 | Окатово              | деревня | Получено слишком много сущностей из Викиданные. Количество загруженных сущностей: 500/500. |
| 204 | Осечек               | деревня | Получено слишком много сущностей из Викиданные. Количество загруженных сущностей: 500/500. |
| 205 | Осиновец             | деревня | Получено слишком много сущностей из Викиданные. Количество загруженных сущностей: 500/500. |
| 206 | Осташково            | деревня | Получено слишком много сущностей из Викиданные. Количество загруженных сущностей: 500/500. |
| 207 | Охотхозяйство        | посёлок | Получено слишком много сущностей из Викиданные. Количество загруженных сущностей: 500/500. |
| 208 | Павлово              | деревня | Получено слишком много сущностей из Викиданные. Количество загруженных сущностей: 500/500. |
| 209 | Панкратово           | деревня | Получено слишком много сущностей из Викиданные. Количество загруженных сущностей: 500/500. |
| 210 | Панютино             | деревня | Получено слишком много сущностей из Викиданные. Количество загруженных сущностей: 500/500. |
| 211 | Парашино             | деревня | Получено слишком много сущностей из Викиданные. Количество загруженных сущностей: 500/500. |
| 212 | Патрикеевская        | деревня | Получено слишком много сущностей из Викиданные. Количество загруженных сущностей: 500/500. |
| 213 | Пахомово             | деревня | Получено слишком много сущностей из Викиданные. Количество загруженных сущностей: 500/500. |
| 214 | Пахомово             | деревня | Получено слишком много сущностей из Викиданные. Количество загруженных сущностей: 500/500. |
| 215 | Пашня                | деревня | Получено слишком много сущностей из Викиданные. Количество загруженных сущностей: 500/500. |
| 216 | Пенье                | деревня | Получено слишком много сущностей из Викиданные. Количество загруженных сущностей: 500/500. |
| 217 | Пепелино             | деревня | Получено слишком много сущностей из Викиданные. Количество загруженных сущностей: 500/500. |
| 218 | Перечково            | деревня | Получено слишком много сущностей из Викиданные. Количество загруженных сущностей: 500/500. |
| 219 | Петрецово            | деревня | Получено слишком много сущностей из Викиданные. Количество загруженных сущностей: 500/500. |
| 220 | Петрецово            | деревня | Получено слишком много сущностей из Викиданные. Количество загруженных сущностей: 500/500. |
| 221 | Петрушино            | деревня | Получено слишком много сущностей из Викиданные. Количество загруженных сущностей: 500/500. |
| 222 | Плещеево             | деревня | Получено слишком много сущностей из Викиданные. Количество загруженных сущностей: 500/500. |
| 223 | Плотница             | деревня | Получено слишком много сущностей из Викиданные. Количество загруженных сущностей: 500/500. |
| 224 | Плоховка             | деревня | Получено слишком много сущностей из Викиданные. Количество загруженных сущностей: 500/500. |
| 225 | Плутино              | деревня | Получено слишком много сущностей из Викиданные. Количество загруженных сущностей: 500/500. |
| 226 | Погорелка            | деревня | Получено слишком много сущностей из Викиданные. Количество загруженных сущностей: 500/500. |
| 227 | Подол                | деревня | Получено слишком много сущностей из Викиданные. Количество загруженных сущностей: 500/500. |
| 228 | Покидово             | деревня | Получено слишком много сущностей из Викиданные. Количество загруженных сущностей: 500/500. |
| 229 | Положилово           | деревня | Получено слишком много сущностей из Викиданные. Количество загруженных сущностей: 500/500. |
| 230 | Полумихалево         | деревня | Получено слишком много сущностей из Викиданные. Количество загруженных сущностей: 500/500. |
| 231 | Попово               | деревня | Получено слишком много сущностей из Викиданные. Количество загруженных сущностей: 500/500. |
| 232 | Поречье              | деревня | Получено слишком много сущностей из Викиданные. Количество загруженных сущностей: 500/500. |
| 233 | Потаповка            | деревня | Получено слишком много сущностей из Викиданные. Количество загруженных сущностей: 500/500. |
| 234 | Провалино            | деревня | Получено слишком много сущностей из Викиданные. Количество загруженных сущностей: 500/500. |
| 235 | Проскурино           | деревня | Получено слишком много сущностей из Викиданные. Количество загруженных сущностей: 500/500. |
| 236 | Пузарино             | деревня | Получено слишком много сущностей из Викиданные. Количество загруженных сущностей: 500/500. |
| 237 | Пысково              | деревня | Получено слишком много сущностей из Викиданные. Количество загруженных сущностей: 500/500. |
| 238 | Раздепино            | деревня | Получено слишком много сущностей из Викиданные. Количество загруженных сущностей: 500/500. |
| 239 | Раковская            | деревня | Получено слишком много сущностей из Викиданные. Количество загруженных сущностей: 500/500. |
| 240 | Раменье              | деревня | Получено слишком много сущностей из Викиданные. Количество загруженных сущностей: 500/500. |
| 241 | Раменье              | деревня | Получено слишком много сущностей из Викиданные. Количество загруженных сущностей: 500/500. |
| 242 | Расловка             | деревня | Получено слишком много сущностей из Викиданные. Количество загруженных сущностей: 500/500. |
| 243 | Ремнево              | деревня | Получено слишком много сущностей из Викиданные. Количество загруженных сущностей: 500/500. |
| 244 | Рог                  | деревня | Получено слишком много сущностей из Викиданные. Количество загруженных сущностей: 500/500. |
| 245 | Родионово            | деревня | Получено слишком много сущностей из Викиданные. Количество загруженных сущностей: 500/500. |
| 246 | Родионцево           | деревня | Получено слишком много сущностей из Викиданные. Количество загруженных сущностей: 500/500. |
| 247 | Романово             | деревня | Получено слишком много сущностей из Викиданные. Количество загруженных сущностей: 500/500. |
| 248 | Рылово               | деревня | Получено слишком много сущностей из Викиданные. Количество загруженных сущностей: 500/500. |
| 249 | Рябово               | деревня | Получено слишком много сущностей из Викиданные. Количество загруженных сущностей: 500/500. |
| 250 | Савинская            | деревня | Получено слишком много сущностей из Викиданные. Количество загруженных сущностей: 500/500. |
| 251 | Саврасово            | деревня | Получено слишком много сущностей из Викиданные. Количество загруженных сущностей: 500/500. |
| 252 | Садки                | деревня | Получено слишком много сущностей из Викиданные. Количество загруженных сущностей: 500/500. |
| 253 | Сажино               | деревня | Получено слишком много сущностей из Викиданные. Количество загруженных сущностей: 500/500. |
| 254 | Сандырево            | деревня | Получено слишком много сущностей из Викиданные. Количество загруженных сущностей: 500/500. |
| 255 | Светлый Луч          | деревня | Получено слишком много сущностей из Викиданные. Количество загруженных сущностей: 500/500. |
| 256 | Селищи               | деревня | Получено слишком много сущностей из Викиданные. Количество загруженных сущностей: 500/500. |
| 257 | Селищи               | деревня | Получено слишком много сущностей из Викиданные. Количество загруженных сущностей: 500/500. |
| 258 | Селищи               | деревня | Получено слишком много сущностей из Викиданные. Количество загруженных сущностей: 500/500. |
| 259 | Семендяево           | село    | Получено слишком много сущностей из Викиданные. Количество загруженных сущностей: 500/500. |
| 260 | Сендрюхово           | деревня | Получено слишком много сущностей из Викиданные. Количество загруженных сущностей: 500/500. |
| 261 | Серговка             | деревня | Получено слишком много сущностей из Викиданные. Количество загруженных сущностей: 500/500. |
| 262 | Серебрянниково       | деревня | Получено слишком много сущностей из Викиданные. Количество загруженных сущностей: 500/500. |
| 263 | Серково              | деревня | Получено слишком много сущностей из Викиданные. Количество загруженных сущностей: 500/500. |
| 264 | Сидоровская          | деревня | Получено слишком много сущностей из Викиданные. Количество загруженных сущностей: 500/500. |
| 265 | Скнятино             | деревня | Получено слишком много сущностей из Викиданные. Количество загруженных сущностей: 500/500. |
| 266 | Скоморохово          | деревня | Получено слишком много сущностей из Викиданные. Количество загруженных сущностей: 500/500. |
| 267 | Скорятьево           | деревня | Получено слишком много сущностей из Викиданные. Количество загруженных сущностей: 500/500. |
| 268 | Совачево             | деревня | Получено слишком много сущностей из Викиданные. Количество загруженных сущностей: 500/500. |
| 269 | Соломидино           | деревня | Получено слишком много сущностей из Викиданные. Количество загруженных сущностей: 500/500. |
| 270 | Сорокино             | деревня | Получено слишком много сущностей из Викиданные. Количество загруженных сущностей: 500/500. |
| 271 | Сорокино             | деревня | Получено слишком много сущностей из Викиданные. Количество загруженных сущностей: 500/500. |
| 272 | Сосенки              | деревня | Получено слишком много сущностей из Викиданные. Количество загруженных сущностей: 500/500. |
| 273 | Сосновка             | деревня | Получено слишком много сущностей из Викиданные. Количество загруженных сущностей: 500/500. |
| 274 | Спасское             | село    | Получено слишком много сущностей из Викиданные. Количество загруженных сущностей: 500/500. |
| 275 | Сталино              | деревня | Получено слишком много сущностей из Викиданные. Количество загруженных сущностей: 500/500. |
| 276 | Старобислово         | деревня | Получено слишком много сущностей из Викиданные. Количество загруженных сущностей: 500/500. |
| 277 | Старово              | деревня | Получено слишком много сущностей из Викиданные. Количество загруженных сущностей: 500/500. |
| 278 | Старово              | деревня | Получено слишком много сущностей из Викиданные. Количество загруженных сущностей: 500/500. |
| 279 | Старово              | деревня | Получено слишком много сущностей из Викиданные. Количество загруженных сущностей: 500/500. |
| 280 | Староселка           | деревня | Получено слишком много сущностей из Викиданные. Количество загруженных сущностей: 500/500. |
| 281 | Степково             | деревня | Получено слишком много сущностей из Викиданные. Количество загруженных сущностей: 500/500. |
| 282 | Судовая              | деревня | Получено слишком много сущностей из Викиданные. Количество загруженных сущностей: 500/500. |
| 283 | Сужа                 | деревня | Получено слишком много сущностей из Викиданные. Количество загруженных сущностей: 500/500. |
| 284 | Сухарево             | деревня | Получено слишком много сущностей из Викиданные. Количество загруженных сущностей: 500/500. |
| 285 | Сущево               | деревня | Получено слишком много сущностей из Викиданные. Количество загруженных сущностей: 500/500. |
| 286 | Таганово             | деревня | Получено слишком много сущностей из Викиданные. Количество загруженных сущностей: 500/500. |
| 287 | Тарцево              | деревня | Получено слишком много сущностей из Викиданные. Количество загруженных сущностей: 500/500. |
| 288 | Тарчево              | деревня | Получено слишком много сущностей из Викиданные. Количество загруженных сущностей: 500/500. |
| 289 | Твердилово           | деревня | Получено слишком много сущностей из Викиданные. Количество загруженных сущностей: 500/500. |
| 290 | Теляшовка            | деревня | Получено слишком много сущностей из Викиданные. Количество загруженных сущностей: 500/500. |
| 291 | Теремец              | деревня | Получено слишком много сущностей из Викиданные. Количество загруженных сущностей: 500/500. |
| 292 | Тимирязево           | деревня | Получено слишком много сущностей из Викиданные. Количество загруженных сущностей: 500/500. |
| 293 | Тимонино             | деревня | Получено слишком много сущностей из Викиданные. Количество загруженных сущностей: 500/500. |
| 294 | Толстоухово          | деревня | Получено слишком много сущностей из Викиданные. Количество загруженных сущностей: 500/500. |
| 295 | Трофимовская         | деревня | Получено слишком много сущностей из Викиданные. Количество загруженных сущностей: 500/500. |
| 296 | Трояки               | деревня | Получено слишком много сущностей из Викиданные. Количество загруженных сущностей: 500/500. |
| 297 | Туфаново             | деревня | Получено слишком много сущностей из Викиданные. Количество загруженных сущностей: 500/500. |
| 298 | Тюшино               | деревня | Получено слишком много сущностей из Викиданные. Количество загруженных сущностей: 500/500. |
| 299 | Уланово              | деревня | Получено слишком много сущностей из Викиданные. Количество загруженных сущностей: 500/500. |
| 300 | Ульянино             | деревня | Получено слишком много сущностей из Викиданные. Количество загруженных сущностей: 500/500. |
| 301 | Устиново             | деревня | Получено слишком много сущностей из Викиданные. Количество загруженных сущностей: 500/500. |
| 302 | Устье                | деревня | Получено слишком много сущностей из Викиданные. Количество загруженных сущностей: 500/500. |
| 303 | Федоровское          | деревня | Получено слишком много сущностей из Викиданные. Количество загруженных сущностей: 500/500. |
| 304 | Федюлино             | деревня | Получено слишком много сущностей из Викиданные. Количество загруженных сущностей: 500/500. |
| 305 | Фенино               | деревня | Получено слишком много сущностей из Викиданные. Количество загруженных сущностей: 500/500. |
| 306 | Филатка              | деревня | Получено слишком много сущностей из Викиданные. Количество загруженных сущностей: 500/500. |
| 307 | Фомино               | деревня | Получено слишком много сущностей из Викиданные. Количество загруженных сущностей: 500/500. |
| 308 | Хализево             | деревня | Получено слишком много сущностей из Викиданные. Количество загруженных сущностей: 500/500. |
| 309 | Хомутница            | деревня | Получено слишком много сущностей из Викиданные. Количество загруженных сущностей: 500/500. |
| 310 | Хонино               | деревня | Получено слишком много сущностей из Викиданные. Количество загруженных сущностей: 500/500. |
| 311 | Хорхоры              | деревня | Получено слишком много сущностей из Викиданные. Количество загруженных сущностей: 500/500. |
| 312 | Хребтово             | деревня | Получено слишком много сущностей из Викиданные. Количество загруженных сущностей: 500/500. |
| 313 | Чаплино              | деревня | Получено слишком много сущностей из Викиданные. Количество загруженных сущностей: 500/500. |
| 314 | Чемодановка          | деревня | Получено слишком много сущностей из Викиданные. Количество загруженных сущностей: 500/500. |
| 315 | Черково              | деревня | Получено слишком много сущностей из Викиданные. Количество загруженных сущностей: 500/500. |
| 316 | Чернохово            | деревня | Получено слишком много сущностей из Викиданные. Количество загруженных сущностей: 500/500. |
| 317 | Чернышовка           | деревня | Получено слишком много сущностей из Викиданные. Количество загруженных сущностей: 500/500. |
| 318 | Чигирево             | деревня | Получено слишком много сущностей из Викиданные. Количество загруженных сущностей: 500/500. |
| 319 | Шамановка            | деревня | Получено слишком много сущностей из Викиданные. Количество загруженных сущностей: 500/500. |
| 320 | Шереметьево          | деревня | Получено слишком много сущностей из Викиданные. Количество загруженных сущностей: 500/500. |
| 321 | Шипулино             | деревня | Получено слишком много сущностей из Викиданные. Количество загруженных сущностей: 500/500. |
| 322 | Щелково              | деревня | Получено слишком много сущностей из Викиданные. Количество загруженных сущностей: 500/500. |
| 323 | Щипачево             | деревня | Получено слишком много сущностей из Викиданные. Количество загруженных сущностей: 500/500. |
| 324 | Юркино               | деревня | Получено слишком много сущностей из Викиданные. Количество загруженных сущностей: 500/500. |
| 325 | Юрново               | деревня | Получено слишком много сущностей из Викиданные. Количество загруженных сущностей: 500/500. |
| 326 | Юряхино              | деревня | Получено слишком много сущностей из Викиданные. Количество загруженных сущностей: 500/500. |
| 327 | Языково              | деревня | Получено слишком много сущностей из Викиданные. Количество загруженных сущностей: 500/500. |
| 328 | Якимовская           | деревня | Получено слишком много сущностей из Викиданные. Количество загруженных сущностей: 500/500. |
| 329 | Яринское             | деревня | Получено слишком много сущностей из Викиданные. Количество загруженных сущностей: 500/500. |
| 330 | Ярославищи           | деревня | Получено слишком много сущностей из Викиданные. Количество загруженных сущностей: 500/500. |
| 331 | Яхромино             | деревня | Получено слишком много сущностей из Викиданные. Количество загруженных сущностей: 500/500. |

## Кесовогорский
| №   | Населённый пункт     | Тип                     | Население                                                                                  |
| --- | -------------------- | ----------------------- | ------------------------------------------------------------------------------------------ |
| 1   | Алафеево             | деревня                 | Получено слишком много сущностей из Викиданные. Количество загруженных сущностей: 500/500. |
| 2   | Аннино               | деревня                 | Получено слишком много сущностей из Викиданные. Количество загруженных сущностей: 500/500. |
| 3   | Анофрики             | деревня                 | Получено слишком много сущностей из Викиданные. Количество загруженных сущностей: 500/500. |
| 4   | Апалиха              | деревня                 | Получено слишком много сущностей из Викиданные. Количество загруженных сущностей: 500/500. |
| 5   | Ащерино              | деревня                 | Получено слишком много сущностей из Викиданные. Количество загруженных сущностей: 500/500. |
| 6   | Баждеры              | деревня                 | Получено слишком много сущностей из Викиданные. Количество загруженных сущностей: 500/500. |
| 7   | Байково              | село                    | Получено слишком много сущностей из Викиданные. Количество загруженных сущностей: 500/500. |
| 8   | Бережай              | село                    | Получено слишком много сущностей из Викиданные. Количество загруженных сущностей: 500/500. |
| 9   | Березовец            | деревня                 | Получено слишком много сущностей из Викиданные. Количество загруженных сущностей: 500/500. |
| 10  | Бобровка             | деревня                 | Получено слишком много сущностей из Викиданные. Количество загруженных сущностей: 500/500. |
| 11  | Бокарево             | деревня                 | Получено слишком много сущностей из Викиданные. Количество загруженных сущностей: 500/500. |
| 12  | Болдырево            | деревня                 | Получено слишком много сущностей из Викиданные. Количество загруженных сущностей: 500/500. |
| 13  | Болково              | деревня                 | Получено слишком много сущностей из Викиданные. Количество загруженных сущностей: 500/500. |
| 14  | Большая Петровка     | деревня                 | Получено слишком много сущностей из Викиданные. Количество загруженных сущностей: 500/500. |
| 15  | Большое Воробьёво    | село                    | Получено слишком много сущностей из Викиданные. Количество загруженных сущностей: 500/500. |
| 16  | Борисовские Хутора   | деревня                 | Получено слишком много сущностей из Викиданные. Количество загруженных сущностей: 500/500. |
| 17  | Борисовское          | село                    | Получено слишком много сущностей из Викиданные. Количество загруженных сущностей: 500/500. |
| 18  | Бровцино             | деревня                 | Получено слишком много сущностей из Викиданные. Количество загруженных сущностей: 500/500. |
| 19  | Брылино              | деревня                 | Получено слишком много сущностей из Викиданные. Количество загруженных сущностей: 500/500. |
| 20  | Быково               | деревня                 | Получено слишком много сущностей из Викиданные. Количество загруженных сущностей: 500/500. |
| 21  | Бычково              | деревня                 | Получено слишком много сущностей из Викиданные. Количество загруженных сущностей: 500/500. |
| 22  | Вакорино             | деревня                 | Получено слишком много сущностей из Викиданные. Количество загруженных сущностей: 500/500. |
| 23  | Василисово           | деревня                 | Получено слишком много сущностей из Викиданные. Количество загруженных сущностей: 500/500. |
| 24  | Васильково           | деревня                 | Получено слишком много сущностей из Викиданные. Количество загруженных сущностей: 500/500. |
| 25  | Васильково           | деревня                 | Получено слишком много сущностей из Викиданные. Количество загруженных сущностей: 500/500. |
| 26  | Васино               | деревня                 | Получено слишком много сущностей из Викиданные. Количество загруженных сущностей: 500/500. |
| 27  | Васьково             | деревня                 | Получено слишком много сущностей из Викиданные. Количество загруженных сущностей: 500/500. |
| 28  | Власьево             | деревня                 | Получено слишком много сущностей из Викиданные. Количество загруженных сущностей: 500/500. |
| 29  | Власьево             | деревня                 | Получено слишком много сущностей из Викиданные. Количество загруженных сущностей: 500/500. |
| 30  | Высокое              | село                    | Получено слишком много сущностей из Викиданные. Количество загруженных сущностей: 500/500. |
| 31  | Вязовец              | деревня                 | Получено слишком много сущностей из Викиданные. Количество загруженных сущностей: 500/500. |
| 32  | Галибино             | деревня                 | Получено слишком много сущностей из Викиданные. Количество загруженных сущностей: 500/500. |
| 33  | Глинники             | деревня                 | Получено слишком много сущностей из Викиданные. Количество загруженных сущностей: 500/500. |
| 34  | Глухово              | деревня                 | Получено слишком много сущностей из Викиданные. Количество загруженных сущностей: 500/500. |
| 35  | Гончарка             | деревня                 | Получено слишком много сущностей из Викиданные. Количество загруженных сущностей: 500/500. |
| 36  | Горка Золотковская   | деревня                 | Получено слишком много сущностей из Викиданные. Количество загруженных сущностей: 500/500. |
| 37  | Горка Ширятская      | деревня                 | Получено слишком много сущностей из Викиданные. Количество загруженных сущностей: 500/500. |
| 38  | Гребни               | деревня                 | Получено слишком много сущностей из Викиданные. Количество загруженных сущностей: 500/500. |
| 39  | Григорово            | деревня                 | Получено слишком много сущностей из Викиданные. Количество загруженных сущностей: 500/500. |
| 40  | Гришкино             | деревня                 | Получено слишком много сущностей из Викиданные. Количество загруженных сущностей: 500/500. |
| 41  | Гущино               | деревня                 | Получено слишком много сущностей из Викиданные. Количество загруженных сущностей: 500/500. |
| 42  | Далёки               | деревня                 | Получено слишком много сущностей из Викиданные. Количество загруженных сущностей: 500/500. |
| 43  | Демшино              | деревня                 | Получено слишком много сущностей из Викиданные. Количество загруженных сущностей: 500/500. |
| 44  | Деньково             | деревня                 | Получено слишком много сущностей из Викиданные. Количество загруженных сущностей: 500/500. |
| 45  | Деревенское          | деревня                 | Получено слишком много сущностей из Викиданные. Количество загруженных сущностей: 500/500. |
| 46  | Деревенька           | деревня                 | Получено слишком много сущностей из Викиданные. Количество загруженных сущностей: 500/500. |
| 47  | Доншаково            | деревня                 | Получено слишком много сущностей из Викиданные. Количество загруженных сущностей: 500/500. |
| 48  | Дубово               | деревня                 | Получено слишком много сущностей из Викиданные. Количество загруженных сущностей: 500/500. |
| 49  | Дурасово             | деревня                 | Получено слишком много сущностей из Викиданные. Количество загруженных сущностей: 500/500. |
| 50  | Душино               | деревня                 | Получено слишком много сущностей из Викиданные. Количество загруженных сущностей: 500/500. |
| 51  | Дягилево             | деревня                 | Получено слишком много сущностей из Викиданные. Количество загруженных сущностей: 500/500. |
| 52  | Ежиха                | деревня                 | Получено слишком много сущностей из Викиданные. Количество загруженных сущностей: 500/500. |
| 53  | Елисеево             | деревня                 | Получено слишком много сущностей из Викиданные. Количество загруженных сущностей: 500/500. |
| 54  | Жданово              | деревня                 | Получено слишком много сущностей из Викиданные. Количество загруженных сущностей: 500/500. |
| 55  | Жуково               | деревня                 | Получено слишком много сущностей из Викиданные. Количество загруженных сущностей: 500/500. |
| 56  | Забелино             | деревня                 | Получено слишком много сущностей из Викиданные. Количество загруженных сущностей: 500/500. |
| 57  | Завидовская Горка    | село                    | Получено слишком много сущностей из Викиданные. Количество загруженных сущностей: 500/500. |
| 58  | Заручье              | деревня                 | Получено слишком много сущностей из Викиданные. Количество загруженных сущностей: 500/500. |
| 59  | Захарьино            | деревня                 | Получено слишком много сущностей из Викиданные. Количество загруженных сущностей: 500/500. |
| 60  | Звездино             | деревня                 | Получено слишком много сущностей из Викиданные. Количество загруженных сущностей: 500/500. |
| 61  | Зиновка              | деревня                 | Получено слишком много сущностей из Викиданные. Количество загруженных сущностей: 500/500. |
| 62  | Золотково            | деревня                 | Получено слишком много сущностей из Викиданные. Количество загруженных сущностей: 500/500. |
| 63  | Игнашево             | деревня                 | Получено слишком много сущностей из Викиданные. Количество загруженных сущностей: 500/500. |
| 64  | Игольники            | деревня                 | Получено слишком много сущностей из Викиданные. Количество загруженных сущностей: 500/500. |
| 65  | Изоево               | деревня                 | Получено слишком много сущностей из Викиданные. Количество загруженных сущностей: 500/500. |
| 66  | Ильинское            | деревня                 | Получено слишком много сущностей из Викиданные. Количество загруженных сущностей: 500/500. |
| 67  | Карабузино           | деревня                 | Получено слишком много сущностей из Викиданные. Количество загруженных сущностей: 500/500. |
| 68  | Каюшево              | деревня                 | Получено слишком много сущностей из Викиданные. Количество загруженных сущностей: 500/500. |
| 69  | Квашонка             | деревня                 | Получено слишком много сущностей из Викиданные. Количество загруженных сущностей: 500/500. |
| 70  | Кесова Гора          | пгт                     | Получено слишком много сущностей из Викиданные. Количество загруженных сущностей: 500/500. |
| 71  | Козлиха              | деревня                 | Получено слишком много сущностей из Викиданные. Количество загруженных сущностей: 500/500. |
| 72  | Козоево              | деревня                 | Получено слишком много сущностей из Викиданные. Количество загруженных сущностей: 500/500. |
| 73  | Коровкино            | село                    | Получено слишком много сущностей из Викиданные. Количество загруженных сущностей: 500/500. |
| 74  | Коськово             | деревня                 | Получено слишком много сущностей из Викиданные. Количество загруженных сущностей: 500/500. |
| 75  | Коченово             | деревня                 | Получено слишком много сущностей из Викиданные. Количество загруженных сущностей: 500/500. |
| 76  | Кошелево             | деревня                 | Получено слишком много сущностей из Викиданные. Количество загруженных сущностей: 500/500. |
| 77  | Кульнево             | деревня                 | Получено слишком много сущностей из Викиданные. Количество загруженных сущностей: 500/500. |
| 78  | Кухтино              | деревня                 | Получено слишком много сущностей из Викиданные. Количество загруженных сущностей: 500/500. |
| 79  | Лаврово              | деревня                 | Получено слишком много сущностей из Викиданные. Количество загруженных сущностей: 500/500. |
| 80  | Лазарьково           | деревня                 | Получено слишком много сущностей из Викиданные. Количество загруженных сущностей: 500/500. |
| 81  | Латыгино             | деревня                 | Получено слишком много сущностей из Викиданные. Количество загруженных сущностей: 500/500. |
| 82  | Лбово                | деревня                 | Получено слишком много сущностей из Викиданные. Количество загруженных сущностей: 500/500. |
| 83  | Лбовские Хутора      | деревня                 | Получено слишком много сущностей из Викиданные. Количество загруженных сущностей: 500/500. |
| 84  | Левашово             | деревня                 | Получено слишком много сущностей из Викиданные. Количество загруженных сущностей: 500/500. |
| 85  | Лемехово             | деревня                 | Получено слишком много сущностей из Викиданные. Количество загруженных сущностей: 500/500. |
| 86  | Лискино              | деревня                 | Получено слишком много сущностей из Викиданные. Количество загруженных сущностей: 500/500. |
| 87  | Лисково              | деревня                 | Получено слишком много сущностей из Викиданные. Количество загруженных сущностей: 500/500. |
| 88  | Лукино               | деревня                 | Получено слишком много сущностей из Викиданные. Количество загруженных сущностей: 500/500. |
| 89  | Лукьяново            | деревня                 | Получено слишком много сущностей из Викиданные. Количество загруженных сущностей: 500/500. |
| 90  | Лычаново             | деревня                 | Получено слишком много сущностей из Викиданные. Количество загруженных сущностей: 500/500. |
| 91  | Максимово            | деревня                 | Получено слишком много сущностей из Викиданные. Количество загруженных сущностей: 500/500. |
| 92  | Максимовская Горка   | деревня                 | Получено слишком много сущностей из Викиданные. Количество загруженных сущностей: 500/500. |
| 93  | Максяево             | деревня                 | Получено слишком много сущностей из Викиданные. Количество загруженных сущностей: 500/500. |
| 94  | Малая Петровка       | деревня                 | Получено слишком много сущностей из Викиданные. Количество загруженных сущностей: 500/500. |
| 95  | Малино               | деревня                 | Получено слишком много сущностей из Викиданные. Количество загруженных сущностей: 500/500. |
| 96  | Мартыниха            | деревня                 | Получено слишком много сущностей из Викиданные. Количество загруженных сущностей: 500/500. |
| 97  | Мартыница            | деревня                 | Получено слишком много сущностей из Викиданные. Количество загруженных сущностей: 500/500. |
| 98  | Марьино              | деревня                 | Получено слишком много сущностей из Викиданные. Количество загруженных сущностей: 500/500. |
| 99  | Матвеевское          | село                    | Получено слишком много сущностей из Викиданные. Количество загруженных сущностей: 500/500. |
| 100 | Матвеевское          | деревня                 | Получено слишком много сущностей из Викиданные. Количество загруженных сущностей: 500/500. |
| 101 | Матвеица             | деревня                 | Получено слишком много сущностей из Викиданные. Количество загруженных сущностей: 500/500. |
| 102 | Маурино              | деревня                 | Получено слишком много сущностей из Викиданные. Количество загруженных сущностей: 500/500. |
| 103 | Медведное            | деревня                 | Получено слишком много сущностей из Викиданные. Количество загруженных сущностей: 500/500. |
| 104 | Мещёра               | деревня                 | Получено слишком много сущностей из Викиданные. Количество загруженных сущностей: 500/500. |
| 105 | Мюд                  | железнодорожная станция | Получено слишком много сущностей из Викиданные. Количество загруженных сущностей: 500/500. |
| 106 | Мяколово             | деревня                 | Получено слишком много сущностей из Викиданные. Количество загруженных сущностей: 500/500. |
| 107 | Нешуткино            | деревня                 | Получено слишком много сущностей из Викиданные. Количество загруженных сущностей: 500/500. |
| 108 | Никольское           | деревня                 | Получено слишком много сущностей из Викиданные. Количество загруженных сущностей: 500/500. |
| 109 | Никольское           | село                    | Получено слишком много сущностей из Викиданные. Количество загруженных сущностей: 500/500. |
| 110 | Никулино             | деревня                 | Получено слишком много сущностей из Викиданные. Количество загруженных сущностей: 500/500. |
| 111 | Ново-Борисково       | деревня                 | Получено слишком много сущностей из Викиданные. Количество загруженных сущностей: 500/500. |
| 112 | Ново-Введенское      | деревня                 | Получено слишком много сущностей из Викиданные. Количество загруженных сущностей: 500/500. |
| 113 | Ноздрино             | деревня                 | Получено слишком много сущностей из Викиданные. Количество загруженных сущностей: 500/500. |
| 114 | Олочино              | деревня                 | Получено слишком много сущностей из Викиданные. Количество загруженных сущностей: 500/500. |
| 115 | Ошейкино             | деревня                 | Получено слишком много сущностей из Викиданные. Количество загруженных сущностей: 500/500. |
| 116 | Павловское           | деревня                 | Получено слишком много сущностей из Викиданные. Количество загруженных сущностей: 500/500. |
| 117 | Петровское           | деревня                 | Получено слишком много сущностей из Викиданные. Количество загруженных сущностей: 500/500. |
| 118 | Плосково             | деревня                 | Получено слишком много сущностей из Викиданные. Количество загруженных сущностей: 500/500. |
| 119 | Плющево              | деревня                 | Получено слишком много сущностей из Викиданные. Количество загруженных сущностей: 500/500. |
| 120 | Погорелка            | деревня                 | Получено слишком много сущностей из Викиданные. Количество загруженных сущностей: 500/500. |
| 121 | Погорелово           | деревня                 | Получено слишком много сущностей из Викиданные. Количество загруженных сущностей: 500/500. |
| 122 | Подолицы             | деревня                 | Получено слишком много сущностей из Викиданные. Количество загруженных сущностей: 500/500. |
| 123 | Подосиновка          | деревня                 | Получено слишком много сущностей из Викиданные. Количество загруженных сущностей: 500/500. |
| 124 | Подъёлки             | деревня                 | Получено слишком много сущностей из Викиданные. Количество загруженных сущностей: 500/500. |
| 125 | Полузьево            | деревня                 | Получено слишком много сущностей из Викиданные. Количество загруженных сущностей: 500/500. |
| 126 | Поповка              | деревня                 | Получено слишком много сущностей из Викиданные. Количество загруженных сущностей: 500/500. |
| 127 | Поповка              | деревня                 | Получено слишком много сущностей из Викиданные. Количество загруженных сущностей: 500/500. |
| 128 | Поречье              | деревня                 | Получено слишком много сущностей из Викиданные. Количество загруженных сущностей: 500/500. |
| 129 | Порядино             | деревня                 | Получено слишком много сущностей из Викиданные. Количество загруженных сущностей: 500/500. |
| 130 | Поцепы               | деревня                 | Получено слишком много сущностей из Викиданные. Количество загруженных сущностей: 500/500. |
| 131 | Прощи                | деревня                 | Получено слишком много сущностей из Викиданные. Количество загруженных сущностей: 500/500. |
| 132 | Пузырево             | деревня                 | Получено слишком много сущностей из Викиданные. Количество загруженных сущностей: 500/500. |
| 133 | Радухово             | деревня                 | Получено слишком много сущностей из Викиданные. Количество загруженных сущностей: 500/500. |
| 134 | Растригино           | деревня                 | Получено слишком много сущностей из Викиданные. Количество загруженных сущностей: 500/500. |
| 135 | Речной               | посёлок                 | Получено слишком много сущностей из Викиданные. Количество загруженных сущностей: 500/500. |
| 136 | Рождествено          | деревня                 | Получено слишком много сущностей из Викиданные. Количество загруженных сущностей: 500/500. |
| 137 | Ромашино             | деревня                 | Получено слишком много сущностей из Викиданные. Количество загруженных сущностей: 500/500. |
| 138 | Ростовцево           | деревня                 | Получено слишком много сущностей из Викиданные. Количество загруженных сущностей: 500/500. |
| 139 | Роща                 | деревня                 | Получено слишком много сущностей из Викиданные. Количество загруженных сущностей: 500/500. |
| 140 | Рябиновка            | деревня                 | Получено слишком много сущностей из Викиданные. Количество загруженных сущностей: 500/500. |
| 141 | Селивёрстово         | деревня                 | Получено слишком много сущностей из Викиданные. Количество загруженных сущностей: 500/500. |
| 142 | Семёновское          | деревня                 | Получено слишком много сущностей из Викиданные. Количество загруженных сущностей: 500/500. |
| 143 | Смутиха              | деревня                 | Получено слишком много сущностей из Викиданные. Количество загруженных сущностей: 500/500. |
| 144 | Софоново             | деревня                 | Получено слишком много сущностей из Викиданные. Количество загруженных сущностей: 500/500. |
| 145 | Старо-Борисково      | деревня                 | Получено слишком много сущностей из Викиданные. Количество загруженных сущностей: 500/500. |
| 146 | Старово              | деревня                 | Получено слишком много сущностей из Викиданные. Количество загруженных сущностей: 500/500. |
| 147 | Степандино           | деревня                 | Получено слишком много сущностей из Викиданные. Количество загруженных сущностей: 500/500. |
| 148 | Столбово             | деревня                 | Получено слишком много сущностей из Викиданные. Количество загруженных сущностей: 500/500. |
| 149 | Столбовская Горка    | деревня                 | Получено слишком много сущностей из Викиданные. Количество загруженных сущностей: 500/500. |
| 150 | Страхиново           | деревня                 | Получено слишком много сущностей из Викиданные. Количество загруженных сущностей: 500/500. |
| 151 | Стрелиха             | деревня                 | Получено слишком много сущностей из Викиданные. Количество загруженных сущностей: 500/500. |
| 152 | Стрелки              | деревня                 | Получено слишком много сущностей из Викиданные. Количество загруженных сущностей: 500/500. |
| 153 | Сутоки               | деревня                 | Получено слишком много сущностей из Викиданные. Количество загруженных сущностей: 500/500. |
| 154 | Суходол              | деревня                 | Получено слишком много сущностей из Викиданные. Количество загруженных сущностей: 500/500. |
| 155 | Сывороткино          | деревня                 | Получено слишком много сущностей из Викиданные. Количество загруженных сущностей: 500/500. |
| 156 | Таскаиха             | деревня                 | Получено слишком много сущностей из Викиданные. Количество загруженных сущностей: 500/500. |
| 157 | Тетерино             | деревня                 | Получено слишком много сущностей из Викиданные. Количество загруженных сущностей: 500/500. |
| 158 | Трясцино             | деревня                 | Получено слишком много сущностей из Викиданные. Количество загруженных сущностей: 500/500. |
| 159 | Турынино             | деревня                 | Получено слишком много сущностей из Викиданные. Количество загруженных сущностей: 500/500. |
| 160 | Уварово              | деревня                 | Получено слишком много сущностей из Викиданные. Количество загруженных сущностей: 500/500. |
| 161 | Усаты                | деревня                 | Получено слишком много сущностей из Викиданные. Количество загруженных сущностей: 500/500. |
| 162 | Фёдово               | деревня                 | Получено слишком много сущностей из Викиданные. Количество загруженных сущностей: 500/500. |
| 163 | Федорищи             | деревня                 | Получено слишком много сущностей из Викиданные. Количество загруженных сущностей: 500/500. |
| 164 | Федцово              | деревня                 | Получено слишком много сущностей из Викиданные. Количество загруженных сущностей: 500/500. |
| 165 | Фенево               | деревня                 | Получено слишком много сущностей из Викиданные. Количество загруженных сущностей: 500/500. |
| 166 | Филино               | деревня                 | Получено слишком много сущностей из Викиданные. Количество загруженных сущностей: 500/500. |
| 167 | Фролово              | деревня                 | Получено слишком много сущностей из Викиданные. Количество загруженных сущностей: 500/500. |
| 168 | Фролово Золотковское | деревня                 | Получено слишком много сущностей из Викиданные. Количество загруженных сущностей: 500/500. |
| 169 | Хорышово             | деревня                 | Получено слишком много сущностей из Викиданные. Количество загруженных сущностей: 500/500. |
| 170 | Чириково             | деревня                 | Получено слишком много сущностей из Викиданные. Количество загруженных сущностей: 500/500. |
| 171 | Чулково              | деревня                 | Получено слишком много сущностей из Викиданные. Количество загруженных сущностей: 500/500. |
| 172 | Ширятино             | деревня                 | Получено слишком много сущностей из Викиданные. Количество загруженных сущностей: 500/500. |
| 173 | Юркино               | деревня                 | Получено слишком много сущностей из Викиданные. Количество загруженных сущностей: 500/500. |
| 174 | Якирево              | деревня                 | Получено слишком много сущностей из Викиданные. Количество загруженных сущностей: 500/500. |
| 175 | Якшино               | деревня                 | Получено слишком много сущностей из Викиданные. Количество загруженных сущностей: 500/500. |

## Кимрский
| №   | Населённый пункт                          | Тип              | Население                                                                                  |
| --- | ----------------------------------------- | ---------------- | ------------------------------------------------------------------------------------------ |
| 1   | Абатурово                                 | деревня          | Получено слишком много сущностей из Викиданные. Количество загруженных сущностей: 500/500. |
| 2   | Абрамово                                  | деревня          | Получено слишком много сущностей из Викиданные. Количество загруженных сущностей: 500/500. |
| 3   | Абросимово                                | деревня          | Получено слишком много сущностей из Викиданные. Количество загруженных сущностей: 500/500. |
| 4   | Авдеево                                   | деревня          | Получено слишком много сущностей из Викиданные. Количество загруженных сущностей: 500/500. |
| 5   | Авделиха                                  | деревня          | Получено слишком много сущностей из Викиданные. Количество загруженных сущностей: 500/500. |
| 6   | Азарово                                   | деревня          | Получено слишком много сущностей из Викиданные. Количество загруженных сущностей: 500/500. |
| 7   | Азарово                                   | деревня          | Получено слишком много сущностей из Викиданные. Количество загруженных сущностей: 500/500. |
| 8   | Акимовское                                | деревня          | Получено слишком много сущностей из Викиданные. Количество загруженных сущностей: 500/500. |
| 9   | Акулово                                   | деревня          | Получено слишком много сущностей из Викиданные. Количество загруженных сущностей: 500/500. |
| 10  | Алексино                                  | деревня          | Получено слишком много сущностей из Викиданные. Количество загруженных сущностей: 500/500. |
| 11  | Алексино                                  | деревня          | Получено слишком много сущностей из Викиданные. Количество загруженных сущностей: 500/500. |
| 12  | Алешово                                   | деревня          | Получено слишком много сущностей из Викиданные. Количество загруженных сущностей: 500/500. |
| 13  | Андрейцево                                | деревня          | Получено слишком много сущностей из Викиданные. Количество загруженных сущностей: 500/500. |
| 14  | Аннино                                    | деревня          | Получено слишком много сущностей из Викиданные. Количество загруженных сущностей: 500/500. |
| 15  | Арефино                                   | деревня          | Получено слишком много сущностей из Викиданные. Количество загруженных сущностей: 500/500. |
| 16  | Афонино                                   | деревня          | Получено слишком много сущностей из Викиданные. Количество загруженных сущностей: 500/500. |
| 17  | Бабенки                                   | деревня          | Получено слишком много сущностей из Викиданные. Количество загруженных сущностей: 500/500. |
| 18  | Бабинское                                 | деревня          | Получено слишком много сущностей из Викиданные. Количество загруженных сущностей: 500/500. |
| 19  | Барановская                               | деревня          | Получено слишком много сущностей из Викиданные. Количество загруженных сущностей: 500/500. |
| 20  | Башарино                                  | деревня          | Получено слишком много сущностей из Викиданные. Количество загруженных сущностей: 500/500. |
| 21  | Бели                                      | деревня          | Получено слишком много сущностей из Викиданные. Количество загруженных сущностей: 500/500. |
| 22  | Белое                                     | деревня          | Получено слишком много сущностей из Викиданные. Количество загруженных сущностей: 500/500. |
| 23  | Белый Городок                             | ж.д. станция     | Получено слишком много сущностей из Викиданные. Количество загруженных сущностей: 500/500. |
| 24  | Белый Городок                             | пгт              | Получено слишком много сущностей из Викиданные. Количество загруженных сущностей: 500/500. |
| 25  | Беляево-Горицкое                          | деревня          | Получено слишком много сущностей из Викиданные. Количество загруженных сущностей: 500/500. |
| 26  | Бересловлево                              | деревня          | Получено слишком много сущностей из Викиданные. Количество загруженных сущностей: 500/500. |
| 27  | Биколово                                  | деревня          | Получено слишком много сущностей из Викиданные. Количество загруженных сущностей: 500/500. |
| 28  | Богунино                                  | деревня          | Получено слишком много сущностей из Викиданные. Количество загруженных сущностей: 500/500. |
| 29  | Богуново                                  | деревня          | Получено слишком много сущностей из Викиданные. Количество загруженных сущностей: 500/500. |
| 30  | Большое Аксёново                          | деревня          | Получено слишком много сущностей из Викиданные. Количество загруженных сущностей: 500/500. |
| 31  | Большое Василево                          | деревня          | Получено слишком много сущностей из Викиданные. Количество загруженных сущностей: 500/500. |
| 32  | Большое Огрызково                         | деревня          | Получено слишком много сущностей из Викиданные. Количество загруженных сущностей: 500/500. |
| 33  | Большое Чириково                          | деревня          | Получено слишком много сущностей из Викиданные. Количество загруженных сущностей: 500/500. |
| 34  | Большое Чириково                          | деревня          | Получено слишком много сущностей из Викиданные. Количество загруженных сущностей: 500/500. |
| 35  | Большое Яковлево                          | деревня          | Получено слишком много сущностей из Викиданные. Количество загруженных сущностей: 500/500. |
| 36  | Бордуково                                 | деревня          | Получено слишком много сущностей из Викиданные. Количество загруженных сущностей: 500/500. |
| 37  | Борисково                                 | деревня          | Получено слишком много сущностей из Викиданные. Количество загруженных сущностей: 500/500. |
| 38  | Борисово                                  | деревня          | Получено слишком много сущностей из Викиданные. Количество загруженных сущностей: 500/500. |
| 39  | Бородино                                  | деревня          | Получено слишком много сущностей из Викиданные. Количество загруженных сущностей: 500/500. |
| 40  | Бородино                                  | деревня          | Получено слишком много сущностей из Викиданные. Количество загруженных сущностей: 500/500. |
| 41  | Бортниково                                | деревня          | Получено слишком много сущностей из Викиданные. Количество загруженных сущностей: 500/500. |
| 42  | Бортниково                                | деревня          | Получено слишком много сущностей из Викиданные. Количество загруженных сущностей: 500/500. |
| 43  | Брехово                                   | деревня          | Получено слишком много сущностей из Викиданные. Количество загруженных сущностей: 500/500. |
| 44  | Бронницы                                  | деревня          | Получено слишком много сущностей из Викиданные. Количество загруженных сущностей: 500/500. |
| 45  | Букарево                                  | деревня          | Получено слишком много сущностей из Викиданные. Количество загруженных сущностей: 500/500. |
| 46  | Бурцево                                   | деревня          | Получено слишком много сущностей из Викиданные. Количество загруженных сущностей: 500/500. |
| 47  | Быково                                    | деревня          | Получено слишком много сущностей из Викиданные. Количество загруженных сущностей: 500/500. |
| 48  | Бяшево                                    | деревня          | Получено слишком много сущностей из Викиданные. Количество загруженных сущностей: 500/500. |
| 49  | Вандышево                                 | деревня          | Получено слишком много сущностей из Викиданные. Количество загруженных сущностей: 500/500. |
| 50  | Васьки                                    | деревня          | Получено слишком много сущностей из Викиданные. Количество загруженных сущностей: 500/500. |
| 51  | Ваулино                                   | деревня          | Получено слишком много сущностей из Викиданные. Количество загруженных сущностей: 500/500. |
| 52  | Великий Двор                              | деревня          | Получено слишком много сущностей из Викиданные. Количество загруженных сущностей: 500/500. |
| 53  | Вербилково                                | деревня          | Получено слишком много сущностей из Викиданные. Количество загруженных сущностей: 500/500. |
| 54  | Вереинка                                  | деревня          | Получено слишком много сущностей из Викиданные. Количество загруженных сущностей: 500/500. |
| 55  | Верино                                    | деревня          | Получено слишком много сущностей из Викиданные. Количество загруженных сущностей: 500/500. |
| 56  | Веска                                     | деревня          | Получено слишком много сущностей из Викиданные. Количество загруженных сущностей: 500/500. |
| 57  | Владышино                                 | деревня          | Получено слишком много сущностей из Викиданные. Количество загруженных сущностей: 500/500. |
| 58  | Володарское                               | деревня          | Получено слишком много сущностей из Викиданные. Количество загруженных сущностей: 500/500. |
| 59  | Воробьёво                                 | деревня          | Получено слишком много сущностей из Викиданные. Количество загруженных сущностей: 500/500. |
| 60  | Воробьёво                                 | деревня          | Получено слишком много сущностей из Викиданные. Количество загруженных сущностей: 500/500. |
| 61  | Вороново                                  | деревня          | Получено слишком много сущностей из Викиданные. Количество загруженных сущностей: 500/500. |
| 62  | Вороново                                  | деревня          | Получено слишком много сущностей из Викиданные. Количество загруженных сущностей: 500/500. |
| 63  | Воронцово                                 | деревня          | Получено слишком много сущностей из Викиданные. Количество загруженных сущностей: 500/500. |
| 64  | Воронцово                                 | деревня          | Получено слишком много сущностей из Викиданные. Количество загруженных сущностей: 500/500. |
| 65  | Выголово                                  | деревня          | Получено слишком много сущностей из Викиданные. Количество загруженных сущностей: 500/500. |
| 66  | Выркино                                   | деревня          | Получено слишком много сущностей из Викиданные. Количество загруженных сущностей: 500/500. |
| 67  | Высоково                                  | деревня          | Получено слишком много сущностей из Викиданные. Количество загруженных сущностей: 500/500. |
| 68  | Вячелово                                  | деревня          | Получено слишком много сущностей из Викиданные. Количество загруженных сущностей: 500/500. |
| 69  | Гайново                                   | деревня          | Получено слишком много сущностей из Викиданные. Количество загруженных сущностей: 500/500. |
| 70  | Глазачево                                 | деревня          | Получено слишком много сущностей из Викиданные. Количество загруженных сущностей: 500/500. |
| 71  | Глазово                                   | деревня          | Получено слишком много сущностей из Викиданные. Количество загруженных сущностей: 500/500. |
| 72  | Глебово                                   | деревня          | Получено слишком много сущностей из Викиданные. Количество загруженных сущностей: 500/500. |
| 73  | Глинцово                                  | деревня          | Получено слишком много сущностей из Викиданные. Количество загруженных сущностей: 500/500. |
| 74  | Глухино                                   | деревня          | Получено слишком много сущностей из Викиданные. Количество загруженных сущностей: 500/500. |
| 75  | Глухово                                   | деревня          | Получено слишком много сущностей из Викиданные. Количество загруженных сущностей: 500/500. |
| 76  | Головино                                  | деревня          | Получено слишком много сущностей из Викиданные. Количество загруженных сущностей: 500/500. |
| 77  | Головино                                  | деревня          | Получено слишком много сущностей из Викиданные. Количество загруженных сущностей: 500/500. |
| 78  | Голузино                                  | деревня          | Получено слишком много сущностей из Викиданные. Количество загруженных сущностей: 500/500. |
| 79  | Голявино                                  | деревня          | Получено слишком много сущностей из Викиданные. Количество загруженных сущностей: 500/500. |
| 80  | Гомоново                                  | деревня          | Получено слишком много сущностей из Викиданные. Количество загруженных сущностей: 500/500. |
| 81  | Горбачево                                 | деревня          | Получено слишком много сущностей из Викиданные. Количество загруженных сущностей: 500/500. |
| 82  | Горицы                                    | село             | Получено слишком много сущностей из Викиданные. Количество загруженных сущностей: 500/500. |
| 83  | Горка                                     | деревня          | Получено слишком много сущностей из Викиданные. Количество загруженных сущностей: 500/500. |
| 84  | Городище                                  | деревня          | Получено слишком много сущностей из Викиданные. Количество загруженных сущностей: 500/500. |
| 85  | Горожанкино                               | деревня          | Получено слишком много сущностей из Викиданные. Количество загруженных сущностей: 500/500. |
| 86  | Горычкино                                 | деревня          | Получено слишком много сущностей из Викиданные. Количество загруженных сущностей: 500/500. |
| 87  | Гостилово                                 | деревня          | Получено слишком много сущностей из Викиданные. Количество загруженных сущностей: 500/500. |
| 88  | Грибово                                   | деревня          | Получено слишком много сущностей из Викиданные. Количество загруженных сущностей: 500/500. |
| 89  | Григорьево                                | деревня          | Получено слишком много сущностей из Викиданные. Количество загруженных сущностей: 500/500. |
| 90  | Григорьевское                             | деревня          | Получено слишком много сущностей из Викиданные. Количество загруженных сущностей: 500/500. |
| 91  | Гридино                                   | деревня          | Получено слишком много сущностей из Викиданные. Количество загруженных сущностей: 500/500. |
| 92  | Грозино                                   | деревня          | Получено слишком много сущностей из Викиданные. Количество загруженных сущностей: 500/500. |
| 93  | Губин Угол                                | деревня          | Получено слишком много сущностей из Викиданные. Количество загруженных сущностей: 500/500. |
| 94  | Дача Блохина                              | населённый пункт | Получено слишком много сущностей из Викиданные. Количество загруженных сущностей: 500/500. |
| 95  | Демидовка                                 | деревня          | Получено слишком много сущностей из Викиданные. Количество загруженных сущностей: 500/500. |
| 96  | Демидово                                  | деревня          | Получено слишком много сущностей из Викиданные. Количество загруженных сущностей: 500/500. |
| 97  | Демихово                                  | деревня          | Получено слишком много сущностей из Викиданные. Количество загруженных сущностей: 500/500. |
| 98  | Деревнищи                                 | деревня          | Получено слишком много сущностей из Викиданные. Количество загруженных сущностей: 500/500. |
| 99  | Дитятево                                  | деревня          | Получено слишком много сущностей из Викиданные. Количество загруженных сущностей: 500/500. |
| 100 | Долматово                                 | деревня          | Получено слишком много сущностей из Викиданные. Количество загруженных сущностей: 500/500. |
| 101 | Дольницы                                  | деревня          | Получено слишком много сущностей из Викиданные. Количество загруженных сущностей: 500/500. |
| 102 | Дор                                       | деревня          | Получено слишком много сущностей из Викиданные. Количество загруженных сущностей: 500/500. |
| 103 | Дорохи                                    | деревня          | Получено слишком много сущностей из Викиданные. Количество загруженных сущностей: 500/500. |
| 104 | Дубровка                                  | деревня          | Получено слишком много сущностей из Викиданные. Количество загруженных сущностей: 500/500. |
| 105 | Дуброво                                   | деревня          | Получено слишком много сущностей из Викиданные. Количество загруженных сущностей: 500/500. |
| 106 | Дудино                                    | деревня          | Получено слишком много сущностей из Викиданные. Количество загруженных сущностей: 500/500. |
| 107 | Дуты                                      | деревня          | Получено слишком много сущностей из Викиданные. Количество загруженных сущностей: 500/500. |
| 108 | Дымово                                    | деревня          | Получено слишком много сущностей из Викиданные. Количество загруженных сущностей: 500/500. |
| 109 | Емельяновка                               | деревня          | Получено слишком много сущностей из Викиданные. Количество загруженных сущностей: 500/500. |
| 110 | Ескино                                    | деревня          | Получено слишком много сущностей из Викиданные. Количество загруженных сущностей: 500/500. |
| 111 | Желково                                   | деревня          | Получено слишком много сущностей из Викиданные. Количество загруженных сущностей: 500/500. |
| 112 | Желудьево                                 | деревня          | Получено слишком много сущностей из Викиданные. Количество загруженных сущностей: 500/500. |
| 113 | Жижимориха                                | деревня          | Получено слишком много сущностей из Викиданные. Количество загруженных сущностей: 500/500. |
| 114 | Жилино                                    | деревня          | Получено слишком много сущностей из Викиданные. Количество загруженных сущностей: 500/500. |
| 115 | Жуковка                                   | деревня          | Получено слишком много сущностей из Викиданные. Количество загруженных сущностей: 500/500. |
| 116 | Журово                                    | деревня          | Получено слишком много сущностей из Викиданные. Количество загруженных сущностей: 500/500. |
| 117 | Завидово                                  | деревня          | Получено слишком много сущностей из Викиданные. Количество загруженных сущностей: 500/500. |
| 118 | Завидово                                  | деревня          | Получено слишком много сущностей из Викиданные. Количество загруженных сущностей: 500/500. |
| 119 | Заводской                                 | посёлок          | Получено слишком много сущностей из Викиданные. Количество загруженных сущностей: 500/500. |
| 120 | Замятино                                  | деревня          | Получено слишком много сущностей из Викиданные. Количество загруженных сущностей: 500/500. |
| 121 | Заручье                                   | деревня          | Получено слишком много сущностей из Викиданные. Количество загруженных сущностей: 500/500. |
| 122 | Заручьево                                 | деревня          | Получено слишком много сущностей из Викиданные. Количество загруженных сущностей: 500/500. |
| 123 | Заручьево                                 | деревня          | Получено слишком много сущностей из Викиданные. Количество загруженных сущностей: 500/500. |
| 124 | Заручьево                                 | деревня          | Получено слишком много сущностей из Викиданные. Количество загруженных сущностей: 500/500. |
| 125 | Збыневля                                  | деревня          | Получено слишком много сущностей из Викиданные. Количество загруженных сущностей: 500/500. |
| 126 | Зверево                                   | деревня          | Получено слишком много сущностей из Викиданные. Количество загруженных сущностей: 500/500. |
| 127 | Зверково                                  | деревня          | Получено слишком много сущностей из Викиданные. Количество загруженных сущностей: 500/500. |
| 128 | Зиновиха                                  | деревня          | Получено слишком много сущностей из Викиданные. Количество загруженных сущностей: 500/500. |
| 129 | Золотилово                                | деревня          | Получено слишком много сущностей из Викиданные. Количество загруженных сущностей: 500/500. |
| 130 | Зорино                                    | деревня          | Получено слишком много сущностей из Викиданные. Количество загруженных сущностей: 500/500. |
| 131 | Зубырино                                  | деревня          | Получено слишком много сущностей из Викиданные. Количество загруженных сущностей: 500/500. |
| 132 | Ивакино                                   | деревня          | Получено слишком много сущностей из Викиданные. Количество загруженных сущностей: 500/500. |
| 133 | Ивановка                                  | хутор            | Получено слишком много сущностей из Викиданные. Количество загруженных сущностей: 500/500. |
| 134 | Иваново                                   | хутор            | Получено слишком много сущностей из Викиданные. Количество загруженных сущностей: 500/500. |
| 135 | Игнатово                                  | деревня          | Получено слишком много сущностей из Викиданные. Количество загруженных сущностей: 500/500. |
| 136 | Игумново                                  | деревня          | Получено слишком много сущностей из Викиданные. Количество загруженных сущностей: 500/500. |
| 137 | Ильино                                    | деревня          | Получено слишком много сущностей из Викиданные. Количество загруженных сущностей: 500/500. |
| 138 | Ильинское                                 | село             | Получено слишком много сущностей из Викиданные. Количество загруженных сущностей: 500/500. |
| 139 | Исаево                                    | деревня          | Получено слишком много сущностей из Викиданные. Количество загруженных сущностей: 500/500. |
| 140 | Кадниково                                 | деревня          | Получено слишком много сущностей из Викиданные. Количество загруженных сущностей: 500/500. |
| 141 | Калинино                                  | деревня          | Получено слишком много сущностей из Викиданные. Количество загруженных сущностей: 500/500. |
| 142 | Калинино                                  | деревня          | Получено слишком много сущностей из Викиданные. Количество загруженных сущностей: 500/500. |
| 143 | Карповка                                  | деревня          | Получено слишком много сущностей из Викиданные. Количество загруженных сущностей: 500/500. |
| 144 | Каюрово                                   | деревня          | Получено слишком много сущностей из Викиданные. Количество загруженных сущностей: 500/500. |
| 145 | Киселево                                  | деревня          | Получено слишком много сущностей из Викиданные. Количество загруженных сущностей: 500/500. |
| 146 | Киселево                                  | деревня          | Получено слишком много сущностей из Викиданные. Количество загруженных сущностей: 500/500. |
| 147 | Кислово                                   | деревня          | Получено слишком много сущностей из Викиданные. Количество загруженных сущностей: 500/500. |
| 148 | Клетино                                   | деревня          | Получено слишком много сущностей из Викиданные. Количество загруженных сущностей: 500/500. |
| 149 | Клыпино                                   | деревня          | Получено слишком много сущностей из Викиданные. Количество загруженных сущностей: 500/500. |
| 150 | Клясово                                   | деревня          | Получено слишком много сущностей из Викиданные. Количество загруженных сущностей: 500/500. |
| 151 | Князево                                   | деревня          | Получено слишком много сущностей из Викиданные. Количество загруженных сущностей: 500/500. |
| 152 | Кожевнево                                 | деревня          | Получено слишком много сущностей из Викиданные. Количество загруженных сущностей: 500/500. |
| 153 | Кожухово                                  | деревня          | Получено слишком много сущностей из Викиданные. Количество загруженных сущностей: 500/500. |
| 154 | Кожухово                                  | деревня          | Получено слишком много сущностей из Викиданные. Количество загруженных сущностей: 500/500. |
| 155 | Кокориха                                  | деревня          | Получено слишком много сущностей из Викиданные. Количество загруженных сущностей: 500/500. |
| 156 | Кокоурово                                 | деревня          | Получено слишком много сущностей из Викиданные. Количество загруженных сущностей: 500/500. |
| 157 | Колпачиха                                 | деревня          | Получено слишком много сущностей из Викиданные. Количество загруженных сущностей: 500/500. |
| 158 | Колюбеево                                 | деревня          | Получено слишком много сущностей из Викиданные. Количество загруженных сущностей: 500/500. |
| 159 | Константиново                             | деревня          | Получено слишком много сущностей из Викиданные. Количество загруженных сущностей: 500/500. |
| 160 | Константиново                             | деревня          | Получено слишком много сущностей из Викиданные. Количество загруженных сущностей: 500/500. |
| 161 | Коприлово                                 | деревня          | Получено слишком много сущностей из Викиданные. Количество загруженных сущностей: 500/500. |
| 162 | Кореньково                                | деревня          | Получено слишком много сущностей из Викиданные. Количество загруженных сущностей: 500/500. |
| 163 | Коршево                                   | деревня          | Получено слишком много сущностей из Викиданные. Количество загруженных сущностей: 500/500. |
| 164 | Костенево                                 | деревня          | Получено слишком много сущностей из Викиданные. Количество загруженных сущностей: 500/500. |
| 165 | Костино                                   | деревня          | Получено слишком много сущностей из Викиданные. Количество загруженных сущностей: 500/500. |
| 166 | Котоварово                                | деревня          | Получено слишком много сущностей из Викиданные. Количество загруженных сущностей: 500/500. |
| 167 | Кочнево                                   | деревня          | Получено слишком много сущностей из Викиданные. Количество загруженных сущностей: 500/500. |
| 168 | Кошкино                                   | деревня          | Получено слишком много сущностей из Викиданные. Количество загруженных сущностей: 500/500. |
| 169 | Кошкино                                   | деревня          | Получено слишком много сущностей из Викиданные. Количество загруженных сущностей: 500/500. |
| 170 | Кощеево                                   | деревня          | Получено слишком много сущностей из Викиданные. Количество загруженных сущностей: 500/500. |
| 171 | Красиково                                 | деревня          | Получено слишком много сущностей из Викиданные. Количество загруженных сущностей: 500/500. |
| 172 | Красная Горка                             | деревня          | Получено слишком много сущностей из Викиданные. Количество загруженных сущностей: 500/500. |
| 173 | Красное                                   | село             | Получено слишком много сущностей из Викиданные. Количество загруженных сущностей: 500/500. |
| 174 | Красный Выселок                           | деревня          | Получено слишком много сущностей из Викиданные. Количество загруженных сущностей: 500/500. |
| 175 | Крева                                     | деревня          | Получено слишком много сущностей из Викиданные. Количество загруженных сущностей: 500/500. |
| 176 | Кривцово                                  | деревня          | Получено слишком много сущностей из Викиданные. Количество загруженных сущностей: 500/500. |
| 177 | Круглица                                  | деревня          | Получено слишком много сущностей из Викиданные. Количество загруженных сущностей: 500/500. |
| 178 | Кругловка                                 | деревня          | Получено слишком много сущностей из Викиданные. Количество загруженных сущностей: 500/500. |
| 179 | Крячково                                  | деревня          | Получено слишком много сущностей из Викиданные. Количество загруженных сущностей: 500/500. |
| 180 | Кстиново                                  | деревня          | Получено слишком много сущностей из Викиданные. Количество загруженных сущностей: 500/500. |
| 181 | Кузнецово                                 | деревня          | Получено слишком много сущностей из Викиданные. Количество загруженных сущностей: 500/500. |
| 182 | Кучино                                    | деревня          | Получено слишком много сущностей из Викиданные. Количество загруженных сущностей: 500/500. |
| 183 | Лазарево                                  | деревня          | Получено слишком много сущностей из Викиданные. Количество загруженных сущностей: 500/500. |
| 184 | Ларцево                                   | деревня          | Получено слишком много сущностей из Викиданные. Количество загруженных сущностей: 500/500. |
| 185 | Лахирево                                  | деревня          | Получено слишком много сущностей из Викиданные. Количество загруженных сущностей: 500/500. |
| 186 | Лебзуново                                 | деревня          | Получено слишком много сущностей из Викиданные. Количество загруженных сущностей: 500/500. |
| 187 | Леоново                                   | деревня          | Получено слишком много сущностей из Викиданные. Количество загруженных сущностей: 500/500. |
| 188 | Лесная Сторожка Бегуша                    | населённый пункт | Получено слишком много сущностей из Викиданные. Количество загруженных сущностей: 500/500. |
| 189 | Лесной                                    | посёлок          | Получено слишком много сущностей из Викиданные. Количество загруженных сущностей: 500/500. |
| 190 | Ломово                                    | деревня          | Получено слишком много сущностей из Викиданные. Количество загруженных сущностей: 500/500. |
| 191 | Лосевка                                   | деревня          | Получено слишком много сущностей из Викиданные. Количество загруженных сущностей: 500/500. |
| 192 | Лосево                                    | деревня          | Получено слишком много сущностей из Викиданные. Количество загруженных сущностей: 500/500. |
| 193 | Лосево                                    | деревня          | Получено слишком много сущностей из Викиданные. Количество загруженных сущностей: 500/500. |
| 194 | Лугино                                    | деревня          | Получено слишком много сущностей из Викиданные. Количество загруженных сущностей: 500/500. |
| 195 | Луканино                                  | деревня          | Получено слишком много сущностей из Викиданные. Количество загруженных сущностей: 500/500. |
| 196 | Лукьяново                                 | деревня          | Получено слишком много сущностей из Викиданные. Количество загруженных сущностей: 500/500. |
| 197 | Лыково                                    | деревня          | Получено слишком много сущностей из Викиданные. Количество загруженных сущностей: 500/500. |
| 198 | Лышники                                   | деревня          | Получено слишком много сущностей из Викиданные. Количество загруженных сущностей: 500/500. |
| 199 | Мазлово                                   | деревня          | Получено слишком много сущностей из Викиданные. Количество загруженных сущностей: 500/500. |
| 200 | Майково                                   | деревня          | Получено слишком много сущностей из Викиданные. Количество загруженных сущностей: 500/500. |
| 201 | Макариха                                  | деревня          | Получено слишком много сущностей из Викиданные. Количество загруженных сущностей: 500/500. |
| 202 | Максимцево                                | деревня          | Получено слишком много сущностей из Викиданные. Количество загруженных сущностей: 500/500. |
| 203 | Малое Аксёново                            | деревня          | Получено слишком много сущностей из Викиданные. Количество загруженных сущностей: 500/500. |
| 204 | Малое Василево                            | деревня          | Получено слишком много сущностей из Викиданные. Количество загруженных сущностей: 500/500. |
| 205 | Малое Перечистово                         | деревня          | Получено слишком много сущностей из Викиданные. Количество загруженных сущностей: 500/500. |
| 206 | Малое Семеново                            | деревня          | Получено слишком много сущностей из Викиданные. Количество загруженных сущностей: 500/500. |
| 207 | Малое Яковлево                            | деревня          | Получено слишком много сущностей из Викиданные. Количество загруженных сущностей: 500/500. |
| 208 | Малышково                                 | деревня          | Получено слишком много сущностей из Викиданные. Количество загруженных сущностей: 500/500. |
| 209 | Мануково                                  | деревня          | Получено слишком много сущностей из Викиданные. Количество загруженных сущностей: 500/500. |
| 210 | Марково                                   | деревня          | Получено слишком много сущностей из Викиданные. Количество загруженных сущностей: 500/500. |
| 211 | Маркуши                                   | деревня          | Получено слишком много сущностей из Викиданные. Количество загруженных сущностей: 500/500. |
| 212 | Мартынцево                                | деревня          | Получено слишком много сущностей из Викиданные. Количество загруженных сущностей: 500/500. |
| 213 | Марфино                                   | деревня          | Получено слишком много сущностей из Викиданные. Количество загруженных сущностей: 500/500. |
| 214 | Матвеевка                                 | деревня          | Получено слишком много сущностей из Викиданные. Количество загруженных сущностей: 500/500. |
| 215 | Медведицкое                               | село             | Получено слишком много сущностей из Викиданные. Количество загруженных сущностей: 500/500. |
| 216 | Медведково                                | деревня          | Получено слишком много сущностей из Викиданные. Количество загруженных сущностей: 500/500. |
| 217 | Мельгуново                                | деревня          | Получено слишком много сущностей из Викиданные. Количество загруженных сущностей: 500/500. |
| 218 | Мерлино                                   | деревня          | Получено слишком много сущностей из Викиданные. Количество загруженных сущностей: 500/500. |
| 219 | Митино                                    | деревня          | Получено слишком много сущностей из Викиданные. Количество загруженных сущностей: 500/500. |
| 220 | Митрофаниха                               | деревня          | Получено слишком много сущностей из Викиданные. Количество загруженных сущностей: 500/500. |
| 221 | Михалево                                  | деревня          | Получено слишком много сущностей из Викиданные. Количество загруженных сущностей: 500/500. |
| 222 | Михалково                                 | деревня          | Получено слишком много сущностей из Викиданные. Количество загруженных сущностей: 500/500. |
| 223 | Михеево                                   | деревня          | Получено слишком много сущностей из Викиданные. Количество загруженных сущностей: 500/500. |
| 224 | Молгино                                   | деревня          | Получено слишком много сущностей из Викиданные. Количество загруженных сущностей: 500/500. |
| 225 | Молоди                                    | деревня          | Получено слишком много сущностей из Викиданные. Количество загруженных сущностей: 500/500. |
| 226 | Молоствово                                | деревня          | Получено слишком много сущностей из Викиданные. Количество загруженных сущностей: 500/500. |
| 227 | Морщихино                                 | деревня          | Получено слишком много сущностей из Викиданные. Количество загруженных сущностей: 500/500. |
| 228 | Москвитино                                | деревня          | Получено слишком много сущностей из Викиданные. Количество загруженных сущностей: 500/500. |
| 229 | Муравьево                                 | деревня          | Получено слишком много сущностей из Викиданные. Количество загруженных сущностей: 500/500. |
| 230 | Мышкино                                   | деревня          | Получено слишком много сущностей из Викиданные. Количество загруженных сущностей: 500/500. |
| 231 | Набережная                                | деревня          | Получено слишком много сущностей из Викиданные. Количество загруженных сущностей: 500/500. |
| 232 | Назарово                                  | деревня          | Получено слишком много сущностей из Викиданные. Количество загруженных сущностей: 500/500. |
| 233 | Неверово                                  | деревня          | Получено слишком много сущностей из Викиданные. Количество загруженных сущностей: 500/500. |
| 234 | Незденово                                 | деревня          | Получено слишком много сущностей из Викиданные. Количество загруженных сущностей: 500/500. |
| 235 | Неклюдово                                 | деревня          | Получено слишком много сущностей из Викиданные. Количество загруженных сущностей: 500/500. |
| 236 | Ненорово                                  | деревня          | Получено слишком много сущностей из Викиданные. Количество загруженных сущностей: 500/500. |
| 237 | Нефедово                                  | деревня          | Получено слишком много сущностей из Викиданные. Количество загруженных сущностей: 500/500. |
| 238 | Нечаево                                   | деревня          | Получено слишком много сущностей из Викиданные. Количество загруженных сущностей: 500/500. |
| 239 | Никитино                                  | деревня          | Получено слишком много сущностей из Викиданные. Количество загруженных сущностей: 500/500. |
| 240 | Никитское                                 | деревня          | Получено слишком много сущностей из Викиданные. Количество загруженных сущностей: 500/500. |
| 241 | Николо-Неверьево                          | деревня          | Получено слишком много сущностей из Викиданные. Количество загруженных сущностей: 500/500. |
| 242 | Николо-Ям                                 | деревня          | Получено слишком много сущностей из Викиданные. Количество загруженных сущностей: 500/500. |
| 243 | Ново-Ивановское                           | деревня          | Получено слишком много сущностей из Викиданные. Количество загруженных сущностей: 500/500. |
| 244 | Ново-Ивановское                           | деревня          | Получено слишком много сущностей из Викиданные. Количество загруженных сущностей: 500/500. |
| 245 | Ново-Никитское                            | деревня          | Получено слишком много сущностей из Викиданные. Количество загруженных сущностей: 500/500. |
| 246 | Новое Акатово                             | деревня          | Получено слишком много сущностей из Викиданные. Количество загруженных сущностей: 500/500. |
| 247 | Новое Село                                | деревня          | Получено слишком много сущностей из Викиданные. Количество загруженных сущностей: 500/500. |
| 248 | Новоселово                                | деревня          | Получено слишком много сущностей из Викиданные. Количество загруженных сущностей: 500/500. |
| 249 | Новые Березки                             | деревня          | Получено слишком много сущностей из Викиданные. Количество загруженных сущностей: 500/500. |
| 250 | Новые Миглощи                             | деревня          | Получено слишком много сущностей из Викиданные. Количество загруженных сущностей: 500/500. |
| 251 | Новые Шатрищи                             | деревня          | Получено слишком много сущностей из Викиданные. Количество загруженных сущностей: 500/500. |
| 252 | Норбужье                                  | деревня          | Получено слишком много сущностей из Викиданные. Количество загруженных сущностей: 500/500. |
| 253 | Носково                                   | деревня          | Получено слишком много сущностей из Викиданные. Количество загруженных сущностей: 500/500. |
| 254 | Нутромо                                   | деревня          | Получено слишком много сущностей из Викиданные. Количество загруженных сущностей: 500/500. |
| 255 | Обутьково                                 | деревня          | Получено слишком много сущностей из Викиданные. Количество загруженных сущностей: 500/500. |
| 256 | Овсевьево                                 | деревня          | Получено слишком много сущностей из Викиданные. Количество загруженных сущностей: 500/500. |
| 257 | Овсяниково                                | деревня          | Получено слишком много сущностей из Викиданные. Количество загруженных сущностей: 500/500. |
| 258 | Одинцово                                  | деревня          | Получено слишком много сущностей из Викиданные. Количество загруженных сущностей: 500/500. |
| 259 | Окаемово                                  | деревня          | Получено слишком много сущностей из Викиданные. Количество загруженных сущностей: 500/500. |
| 260 | Омутня                                    | хутор            | Получено слишком много сущностей из Викиданные. Количество загруженных сущностей: 500/500. |
| 261 | Острилово                                 | деревня          | Получено слишком много сущностей из Викиданные. Количество загруженных сущностей: 500/500. |
| 262 | Остров                                    | деревня          | Получено слишком много сущностей из Викиданные. Количество загруженных сущностей: 500/500. |
| 263 | Отдельный Дом «Клетинский Бор»            | населённый пункт | Получено слишком много сущностей из Викиданные. Количество загруженных сущностей: 500/500. |
| 264 | Отрословля                                | деревня          | Получено слишком много сущностей из Викиданные. Количество загруженных сущностей: 500/500. |
| 265 | Отрубнево                                 | деревня          | Получено слишком много сущностей из Викиданные. Количество загруженных сущностей: 500/500. |
| 266 | Ошитково                                  | деревня          | Получено слишком много сущностей из Викиданные. Количество загруженных сущностей: 500/500. |
| 267 | Пантелеево                                | деревня          | Получено слишком много сущностей из Викиданные. Количество загруженных сущностей: 500/500. |
| 268 | Паньсково                                 | деревня          | Получено слишком много сущностей из Викиданные. Количество загруженных сущностей: 500/500. |
| 269 | Папино                                    | деревня          | Получено слишком много сущностей из Викиданные. Количество загруженных сущностей: 500/500. |
| 270 | Папулово                                  | деревня          | Получено слишком много сущностей из Викиданные. Количество загруженных сущностей: 500/500. |
| 271 | Паскино                                   | деревня          | Получено слишком много сущностей из Викиданные. Количество загруженных сущностей: 500/500. |
| 272 | Пекарево                                  | деревня          | Получено слишком много сущностей из Викиданные. Количество загруженных сущностей: 500/500. |
| 273 | Пекуново                                  | деревня          | Получено слишком много сущностей из Викиданные. Количество загруженных сущностей: 500/500. |
| 274 | Пелагеинское                              | деревня          | Получено слишком много сущностей из Викиданные. Количество загруженных сущностей: 500/500. |
| 275 | Перекладово                               | хутор            | Получено слишком много сущностей из Викиданные. Количество загруженных сущностей: 500/500. |
| 276 | Пестово                                   | деревня          | Получено слишком много сущностей из Викиданные. Количество загруженных сущностей: 500/500. |
| 277 | Петрово                                   | деревня          | Получено слишком много сущностей из Викиданные. Количество загруженных сущностей: 500/500. |
| 278 | Петровское                                | деревня          | Получено слишком много сущностей из Викиданные. Количество загруженных сущностей: 500/500. |
| 279 | Петухово                                  | деревня          | Получено слишком много сущностей из Викиданные. Количество загруженных сущностей: 500/500. |
| 280 | Печетово                                  | деревня          | Получено слишком много сущностей из Викиданные. Количество загруженных сущностей: 500/500. |
| 281 | Пионерский Лагерь «Волга»                 | населённый пункт | Получено слишком много сущностей из Викиданные. Количество загруженных сущностей: 500/500. |
| 282 | Пионерский Лагерь «Дружба»                | населённый пункт | Получено слишком много сущностей из Викиданные. Количество загруженных сущностей: 500/500. |
| 283 | Плешково                                  | деревня          | Получено слишком много сущностей из Викиданные. Количество загруженных сущностей: 500/500. |
| 284 | Плосково                                  | деревня          | Получено слишком много сущностей из Викиданные. Количество загруженных сущностей: 500/500. |
| 285 | Плоское                                   | деревня          | Получено слишком много сущностей из Викиданные. Количество загруженных сущностей: 500/500. |
| 286 | Погост Вышнево                            | населённый пункт | Получено слишком много сущностей из Викиданные. Количество загруженных сущностей: 500/500. |
| 287 | Подберезовское Лесничество                | посёлок          | Получено слишком много сущностей из Викиданные. Количество загруженных сущностей: 500/500. |
| 288 | Подмошье                                  | деревня          | Получено слишком много сущностей из Викиданные. Количество загруженных сущностей: 500/500. |
| 289 | Подосеново                                | деревня          | Получено слишком много сущностей из Викиданные. Количество загруженных сущностей: 500/500. |
| 290 | Подъелье                                  | деревня          | Получено слишком много сущностей из Викиданные. Количество загруженных сущностей: 500/500. |
| 291 | Покровское                                | деревня          | Получено слишком много сущностей из Викиданные. Количество загруженных сущностей: 500/500. |
| 292 | Полевая                                   | деревня          | Получено слишком много сущностей из Викиданные. Количество загруженных сущностей: 500/500. |
| 293 | Поляна                                    | деревня          | Получено слишком много сущностей из Викиданные. Количество загруженных сущностей: 500/500. |
| 294 | Понизовье                                 | деревня          | Получено слишком много сущностей из Викиданные. Количество загруженных сущностей: 500/500. |
| 295 | Поповка                                   | деревня          | Получено слишком много сущностей из Викиданные. Количество загруженных сущностей: 500/500. |
| 296 | Поповка                                   | деревня          | Получено слишком много сущностей из Викиданные. Количество загруженных сущностей: 500/500. |
| 297 | Правда                                    | деревня          | Получено слишком много сущностей из Викиданные. Количество загруженных сущностей: 500/500. |
| 298 | Приволжский                               | посёлок          | Получено слишком много сущностей из Викиданные. Количество загруженных сущностей: 500/500. |
| 299 | Приволжский Психоневрологический Интернат | населённый пункт | Получено слишком много сущностей из Викиданные. Количество загруженных сущностей: 500/500. |
| 300 | Прислон                                   | деревня          | Получено слишком много сущностей из Викиданные. Количество загруженных сущностей: 500/500. |
| 301 | Притыкино                                 | деревня          | Получено слишком много сущностей из Викиданные. Количество загруженных сущностей: 500/500. |
| 302 | Прокунино                                 | деревня          | Получено слишком много сущностей из Викиданные. Количество загруженных сущностей: 500/500. |
| 303 | Прудцы                                    | деревня          | Получено слишком много сущностей из Викиданные. Количество загруженных сущностей: 500/500. |
| 304 | Пузаково                                  | деревня          | Получено слишком много сущностей из Викиданные. Количество загруженных сущностей: 500/500. |
| 305 | Пустыри                                   | деревня          | Получено слишком много сущностей из Викиданные. Количество загруженных сущностей: 500/500. |
| 306 | Путышино                                  | деревня          | Получено слишком много сущностей из Викиданные. Количество загруженных сущностей: 500/500. |
| 307 | Радилово                                  | деревня          | Получено слишком много сущностей из Викиданные. Количество загруженных сущностей: 500/500. |
| 308 | Радованье                                 | деревня          | Получено слишком много сущностей из Викиданные. Количество загруженных сущностей: 500/500. |
| 309 | Радомино                                  | деревня          | Получено слишком много сущностей из Викиданные. Количество загруженных сущностей: 500/500. |
| 310 | Раздобарино                               | деревня          | Получено слишком много сущностей из Викиданные. Количество загруженных сущностей: 500/500. |
| 311 | Раменье                                   | деревня          | Получено слишком много сущностей из Викиданные. Количество загруженных сущностей: 500/500. |
| 312 | Раменье                                   | деревня          | Получено слишком много сущностей из Викиданные. Количество загруженных сущностей: 500/500. |
| 313 | Редриково                                 | деревня          | Получено слишком много сущностей из Викиданные. Количество загруженных сущностей: 500/500. |
| 314 | Реутово                                   | деревня          | Получено слишком много сущностей из Викиданные. Количество загруженных сущностей: 500/500. |
| 315 | Родино                                    | деревня          | Получено слишком много сущностей из Викиданные. Количество загруженных сущностей: 500/500. |
| 316 | Рожново                                   | деревня          | Получено слишком много сущностей из Викиданные. Количество загруженных сущностей: 500/500. |
| 317 | Романово                                  | деревня          | Получено слишком много сущностей из Викиданные. Количество загруженных сущностей: 500/500. |
| 318 | Ромашкино                                 | деревня          | Получено слишком много сущностей из Викиданные. Количество загруженных сущностей: 500/500. |
| 319 | Русилово                                  | деревня          | Получено слишком много сущностей из Викиданные. Количество загруженных сущностей: 500/500. |
| 320 | Русилово                                  | деревня          | Получено слишком много сущностей из Викиданные. Количество загруженных сущностей: 500/500. |
| 321 | Ручьи                                     | деревня          | Получено слишком много сущностей из Викиданные. Количество загруженных сущностей: 500/500. |
| 322 | Рыбучасток                                | посёлок          | Получено слишком много сущностей из Викиданные. Количество загруженных сущностей: 500/500. |
| 323 | Рыбушкино                                 | деревня          | Получено слишком много сущностей из Викиданные. Количество загруженных сущностей: 500/500. |
| 324 | Рябинкино                                 | деревня          | Получено слишком много сущностей из Викиданные. Количество загруженных сущностей: 500/500. |
| 325 | Рязань                                    | деревня          | Получено слишком много сущностей из Викиданные. Количество загруженных сущностей: 500/500. |
| 326 | Савино                                    | деревня          | Получено слишком много сущностей из Викиданные. Количество загруженных сущностей: 500/500. |
| 327 | Савино                                    | деревня          | Получено слишком много сущностей из Викиданные. Количество загруженных сущностей: 500/500. |
| 328 | Сакулино                                  | деревня          | Получено слишком много сущностей из Викиданные. Количество загруженных сущностей: 500/500. |
| 329 | Салово                                    | деревня          | Получено слишком много сущностей из Викиданные. Количество загруженных сущностей: 500/500. |
| 330 | Святье                                    | деревня          | Получено слишком много сущностей из Викиданные. Количество загруженных сущностей: 500/500. |
| 331 | Селищи                                    | деревня          | Получено слишком много сущностей из Викиданные. Количество загруженных сущностей: 500/500. |
| 332 | Сельцо Поповка                            | нп               | Получено слишком много сущностей из Викиданные. Количество загруженных сущностей: 500/500. |
| 333 | Сельцы                                    | деревня          | Получено слишком много сущностей из Викиданные. Количество загруженных сущностей: 500/500. |
| 334 | Семенково                                 | деревня          | Получено слишком много сущностей из Викиданные. Количество загруженных сущностей: 500/500. |
| 335 | Семеново                                  | деревня          | Получено слишком много сущностей из Викиданные. Количество загруженных сущностей: 500/500. |
| 336 | Семенцево                                 | деревня          | Получено слишком много сущностей из Викиданные. Количество загруженных сущностей: 500/500. |
| 337 | Сенькино                                  | деревня          | Получено слишком много сущностей из Викиданные. Количество загруженных сущностей: 500/500. |
| 338 | Сергово                                   | деревня          | Получено слишком много сущностей из Викиданные. Количество загруженных сущностей: 500/500. |
| 339 | Сиблово                                   | деревня          | Получено слишком много сущностей из Викиданные. Количество загруженных сущностей: 500/500. |
| 340 | Симоново                                  | деревня          | Получено слишком много сущностей из Викиданные. Количество загруженных сущностей: 500/500. |
| 341 | Скоково                                   | деревня          | Получено слишком много сущностей из Викиданные. Количество загруженных сущностей: 500/500. |
| 342 | Скорнево                                  | деревня          | Получено слишком много сущностей из Викиданные. Количество загруженных сущностей: 500/500. |
| 343 | Скулино                                   | деревня          | Получено слишком много сущностей из Викиданные. Количество загруженных сущностей: 500/500. |
| 344 | Слезино                                   | деревня          | Получено слишком много сущностей из Викиданные. Количество загруженных сущностей: 500/500. |
| 345 | Слободище                                 | деревня          | Получено слишком много сущностей из Викиданные. Количество загруженных сущностей: 500/500. |
| 346 | Слободка                                  | деревня          | Получено слишком много сущностей из Викиданные. Количество загруженных сущностей: 500/500. |
| 347 | Смольково                                 | деревня          | Получено слишком много сущностей из Викиданные. Количество загруженных сущностей: 500/500. |
| 348 | Соболево                                  | деревня          | Получено слишком много сущностей из Викиданные. Количество загруженных сущностей: 500/500. |
| 349 | Соловьёво                                 | деревня          | Получено слишком много сущностей из Викиданные. Количество загруженных сущностей: 500/500. |
| 350 | Сорокино                                  | деревня          | Получено слишком много сущностей из Викиданные. Количество загруженных сущностей: 500/500. |
| 351 | Сосновицы                                 | деревня          | Получено слишком много сущностей из Викиданные. Количество загруженных сущностей: 500/500. |
| 352 | Сотница                                   | деревня          | Получено слишком много сущностей из Викиданные. Количество загруженных сущностей: 500/500. |
| 353 | Сотское                                   | деревня          | Получено слишком много сущностей из Викиданные. Количество загруженных сущностей: 500/500. |
| 354 | Софоньево                                 | деревня          | Получено слишком много сущностей из Викиданные. Количество загруженных сущностей: 500/500. |
| 355 | Сошниково                                 | деревня          | Получено слишком много сущностей из Викиданные. Количество загруженных сущностей: 500/500. |
| 356 | Сошниково                                 | деревня          | Получено слишком много сущностей из Викиданные. Количество загруженных сущностей: 500/500. |
| 357 | Спирово                                   | деревня          | Получено слишком много сущностей из Викиданные. Количество загруженных сущностей: 500/500. |
| 358 | Старово                                   | деревня          | Получено слишком много сущностей из Викиданные. Количество загруженных сущностей: 500/500. |
| 359 | Старово                                   | деревня          | Получено слишком много сущностей из Викиданные. Количество загруженных сущностей: 500/500. |
| 360 | Степаново                                 | деревня          | Получено слишком много сущностей из Викиданные. Количество загруженных сущностей: 500/500. |
| 361 | Столбово                                  | деревня          | Получено слишком много сущностей из Викиданные. Количество загруженных сущностей: 500/500. |
| 362 | Стоянцы                                   | село             | Получено слишком много сущностей из Викиданные. Количество загруженных сущностей: 500/500. |
| 363 | Стрельчиха                                | деревня          | Получено слишком много сущностей из Викиданные. Количество загруженных сущностей: 500/500. |
| 364 | Строево                                   | деревня          | Получено слишком много сущностей из Викиданные. Количество загруженных сущностей: 500/500. |
| 365 | Сыркино                                   | деревня          | Получено слишком много сущностей из Викиданные. Количество загруженных сущностей: 500/500. |
| 366 | Татищево                                  | деревня          | Получено слишком много сущностей из Викиданные. Количество загруженных сущностей: 500/500. |
| 367 | Творогово                                 | деревня          | Получено слишком много сущностей из Викиданные. Количество загруженных сущностей: 500/500. |
| 368 | Тепенино                                  | деревня          | Получено слишком много сущностей из Викиданные. Количество загруженных сущностей: 500/500. |
| 369 | Теплиново                                 | деревня          | Получено слишком много сущностей из Викиданные. Количество загруженных сущностей: 500/500. |
| 370 | Титово                                    | деревня          | Получено слишком много сущностей из Викиданные. Количество загруженных сущностей: 500/500. |
| 371 | Тихоново                                  | деревня          | Получено слишком много сущностей из Викиданные. Количество загруженных сущностей: 500/500. |
| 372 | Топорок                                   | деревня          | Получено слишком много сущностей из Викиданные. Количество загруженных сущностей: 500/500. |
| 373 | Трахова                                   | деревня          | Получено слишком много сущностей из Викиданные. Количество загруженных сущностей: 500/500. |
| 374 | Троице-Кочки                              | деревня          | Получено слишком много сущностей из Викиданные. Количество загруженных сущностей: 500/500. |
| 375 | Труфаново                                 | деревня          | Получено слишком много сущностей из Викиданные. Количество загруженных сущностей: 500/500. |
| 376 | Трышиха                                   | деревня          | Получено слишком много сущностей из Викиданные. Количество загруженных сущностей: 500/500. |
| 377 | Турово                                    | деревня          | Получено слишком много сущностей из Викиданные. Количество загруженных сущностей: 500/500. |
| 378 | Усад                                      | деревня          | Получено слишком много сущностей из Викиданные. Количество загруженных сущностей: 500/500. |
| 379 | Усово                                     | деревня          | Получено слишком много сущностей из Викиданные. Количество загруженных сущностей: 500/500. |
| 380 | Устиново                                  | деревня          | Получено слишком много сущностей из Викиданные. Количество загруженных сущностей: 500/500. |
| 381 | Уткино                                    | деревня          | Получено слишком много сущностей из Викиданные. Количество загруженных сущностей: 500/500. |
| 382 | Ухово                                     | деревня          | Получено слишком много сущностей из Викиданные. Количество загруженных сущностей: 500/500. |
| 383 | Ушаковка                                  | деревня          | Получено слишком много сущностей из Викиданные. Количество загруженных сущностей: 500/500. |
| 384 | Федоровка                                 | деревня          | Получено слишком много сущностей из Викиданные. Количество загруженных сущностей: 500/500. |
| 385 | Федорово                                  | деревня          | Получено слишком много сущностей из Викиданные. Количество загруженных сущностей: 500/500. |
| 386 | Фетенино                                  | деревня          | Получено слишком много сущностей из Викиданные. Количество загруженных сущностей: 500/500. |
| 387 | Филиппово                                 | деревня          | Получено слишком много сущностей из Викиданные. Количество загруженных сущностей: 500/500. |
| 388 | Филиппово                                 | деревня          | Получено слишком много сущностей из Викиданные. Количество загруженных сущностей: 500/500. |
| 389 | Фролово                                   | деревня          | Получено слишком много сущностей из Викиданные. Количество загруженных сущностей: 500/500. |
| 390 | Харпаево                                  | деревня          | Получено слишком много сущностей из Викиданные. Количество загруженных сущностей: 500/500. |
| 391 | Ховронино                                 | деревня          | Получено слишком много сущностей из Викиданные. Количество загруженных сущностей: 500/500. |
| 392 | Хотилово                                  | деревня          | Получено слишком много сущностей из Викиданные. Количество загруженных сущностей: 500/500. |
| 393 | Центральный                               | посёлок          | Получено слишком много сущностей из Викиданные. Количество загруженных сущностей: 500/500. |
| 394 | Цыганово                                  | деревня          | Получено слишком много сущностей из Викиданные. Количество загруженных сущностей: 500/500. |
| 395 | Ченцово                                   | деревня          | Получено слишком много сущностей из Викиданные. Количество загруженных сущностей: 500/500. |
| 396 | Черкасино                                 | деревня          | Получено слишком много сущностей из Викиданные. Количество загруженных сущностей: 500/500. |
| 397 | Чернево                                   | деревня          | Получено слишком много сущностей из Викиданные. Количество загруженных сущностей: 500/500. |
| 398 | Чудиново                                  | деревня          | Получено слишком много сущностей из Викиданные. Количество загруженных сущностей: 500/500. |
| 399 | Чупеево                                   | деревня          | Получено слишком много сущностей из Викиданные. Количество загруженных сущностей: 500/500. |
| 400 | Чухово                                    | деревня          | Получено слишком много сущностей из Викиданные. Количество загруженных сущностей: 500/500. |
| 401 | Шевелево                                  | деревня          | Получено слишком много сущностей из Викиданные. Количество загруженных сущностей: 500/500. |
| 402 | Шепелиха                                  | деревня          | Получено слишком много сущностей из Викиданные. Количество загруженных сущностей: 500/500. |
| 403 | Шиблино                                   | деревня          | Получено слишком много сущностей из Викиданные. Количество загруженных сущностей: 500/500. |
| 404 | Шипухино                                  | деревня          | Получено слишком много сущностей из Викиданные. Количество загруженных сущностей: 500/500. |
| 405 | Ширяево                                   | деревня          | Получено слишком много сущностей из Викиданные. Количество загруженных сущностей: 500/500. |
| 406 | Шубино                                    | деревня          | Получено слишком много сущностей из Викиданные. Количество загруженных сущностей: 500/500. |
| 407 | Шумилово                                  | деревня          | Получено слишком много сущностей из Викиданные. Количество загруженных сущностей: 500/500. |
| 408 | Шурманка                                  | деревня          | Получено слишком много сущностей из Викиданные. Количество загруженных сущностей: 500/500. |
| 409 | Шутово                                    | деревня          | Получено слишком много сущностей из Викиданные. Количество загруженных сущностей: 500/500. |
| 410 | Шушпаново                                 | деревня          | Получено слишком много сущностей из Викиданные. Количество загруженных сущностей: 500/500. |
| 411 | Щелково                                   | деревня          | Получено слишком много сущностей из Викиданные. Количество загруженных сущностей: 500/500. |
| 412 | Юминское                                  | деревня          | Получено слишком много сущностей из Викиданные. Количество загруженных сущностей: 500/500. |
| 413 | Юрино                                     | деревня          | Получено слишком много сущностей из Викиданные. Количество загруженных сущностей: 500/500. |
| 414 | Якимцево                                  | деревня          | Получено слишком много сущностей из Викиданные. Количество загруженных сущностей: 500/500. |
| 415 | Яковлевское                               | деревня          | Получено слишком много сущностей из Викиданные. Количество загруженных сущностей: 500/500. |
| 416 | Якшино                                    | деревня          | Получено слишком много сущностей из Викиданные. Количество загруженных сущностей: 500/500. |
| 417 | Янино                                     | деревня          | Получено слишком много сущностей из Викиданные. Количество загруженных сущностей: 500/500. |
| 418 | Ярославец                                 | деревня          | Получено слишком много сущностей из Викиданные. Количество загруженных сущностей: 500/500. |

## Конаковский
| №   | Населённый пункт            | Тип              | Население                                                                                  |
| --- | --------------------------- | ---------------- | ------------------------------------------------------------------------------------------ |
| 1   | 1-е Мая                     | посёлок          | Получено слишком много сущностей из Викиданные. Количество загруженных сущностей: 500/500. |
| 2   | Алексино                    | деревня          | Получено слишком много сущностей из Викиданные. Количество загруженных сущностей: 500/500. |
| 3   | Андреевское                 | деревня          | Получено слишком много сущностей из Викиданные. Количество загруженных сущностей: 500/500. |
| 4   | Андрейцево                  | деревня          | Получено слишком много сущностей из Викиданные. Количество загруженных сущностей: 500/500. |
| 5   | Артемово                    | деревня          | Получено слишком много сущностей из Викиданные. Количество загруженных сущностей: 500/500. |
| 6   | Архангельское               | деревня          | Получено слишком много сущностей из Викиданные. Количество загруженных сущностей: 500/500. |
| 7   | Архангельское               | деревня          | Получено слишком много сущностей из Викиданные. Количество загруженных сущностей: 500/500. |
| 8   | Бабня                       | деревня          | Получено слишком много сущностей из Викиданные. Количество загруженных сущностей: 500/500. |
| 9   | Баранниково                 | деревня          | Получено слишком много сущностей из Викиданные. Количество загруженных сущностей: 500/500. |
| 10  | Безбородово                 | деревня          | Получено слишком много сущностей из Викиданные. Количество загруженных сущностей: 500/500. |
| 11  | Белавино                    | деревня          | Получено слишком много сущностей из Викиданные. Количество загруженных сущностей: 500/500. |
| 12  | Бережки                     | деревня          | Получено слишком много сущностей из Викиданные. Количество загруженных сущностей: 500/500. |
| 13  | Ближнее Хорошово            | деревня          | Получено слишком много сущностей из Викиданные. Количество загруженных сущностей: 500/500. |
| 14  | Большая                     | деревня          | Получено слишком много сущностей из Викиданные. Количество загруженных сущностей: 500/500. |
| 15  | Борцино                     | деревня          | Получено слишком много сущностей из Викиданные. Количество загруженных сущностей: 500/500. |
| 16  | Ботеново                    | деревня          | Получено слишком много сущностей из Викиданные. Количество загруженных сущностей: 500/500. |
| 17  | Бушмино                     | деревня          | Получено слишком много сущностей из Викиданные. Количество загруженных сущностей: 500/500. |
| 18  | Быстрово                    | деревня          | Получено слишком много сущностей из Викиданные. Количество загруженных сущностей: 500/500. |
| 19  | Вараксино                   | деревня          | Получено слишком много сущностей из Викиданные. Количество загруженных сущностей: 500/500. |
| 20  | Вахонино                    | деревня          | Получено слишком много сущностей из Викиданные. Количество загруженных сущностей: 500/500. |
| 21  | Вахромеево                  | деревня          | Получено слишком много сущностей из Викиданные. Количество загруженных сущностей: 500/500. |
| 22  | Верханово                   | деревня          | Получено слишком много сущностей из Викиданные. Количество загруженных сущностей: 500/500. |
| 23  | Весна                       | деревня          | Получено слишком много сущностей из Викиданные. Количество загруженных сущностей: 500/500. |
| 24  | Воронуха                    | деревня          | Получено слишком много сущностей из Викиданные. Количество загруженных сущностей: 500/500. |
| 25  | Второе Моховое              | посёлок          | Получено слишком много сущностей из Викиданные. Количество загруженных сущностей: 500/500. |
| 26  | Высоково                    | деревня          | Получено слишком много сущностей из Викиданные. Количество загруженных сущностей: 500/500. |
| 27  | Высоково                    | деревня          | Получено слишком много сущностей из Викиданные. Количество загруженных сущностей: 500/500. |
| 28  | Высоково                    | деревня          | Получено слишком много сущностей из Викиданные. Количество загруженных сущностей: 500/500. |
| 29  | Гаврилково                  | деревня          | Получено слишком много сущностей из Викиданные. Количество загруженных сущностей: 500/500. |
| 30  | Глинники                    | деревня          | Получено слишком много сущностей из Викиданные. Количество загруженных сущностей: 500/500. |
| 31  | Говорово                    | деревня          | Получено слишком много сущностей из Викиданные. Количество загруженных сущностей: 500/500. |
| 32  | Головино                    | деревня          | Получено слишком много сущностей из Викиданные. Количество загруженных сущностей: 500/500. |
| 33  | Горбасьево                  | деревня          | Получено слишком много сущностей из Викиданные. Количество загруженных сущностей: 500/500. |
| 34  | Горки                       | деревня          | Получено слишком много сущностей из Викиданные. Количество загруженных сущностей: 500/500. |
| 35  | Городище                    | деревня          | Получено слишком много сущностей из Викиданные. Количество загруженных сущностей: 500/500. |
| 36  | Городище                    | деревня          | Получено слишком много сущностей из Викиданные. Количество загруженных сущностей: 500/500. |
| 37  | Городня                     | село             | Получено слишком много сущностей из Викиданные. Количество загруженных сущностей: 500/500. |
| 38  | Гришино                     | деревня          | Получено слишком много сущностей из Викиданные. Количество загруженных сущностей: 500/500. |
| 39  | Гришкино                    | деревня          | Получено слишком много сущностей из Викиданные. Количество загруженных сущностей: 500/500. |
| 40  | Дальнее Хорошово            | деревня          | Получено слишком много сущностей из Викиданные. Количество загруженных сущностей: 500/500. |
| 41  | Данилово                    | деревня          | Получено слишком много сущностей из Викиданные. Количество загруженных сущностей: 500/500. |
| 42  | Демидово                    | деревня          | Получено слишком много сущностей из Викиданные. Количество загруженных сущностей: 500/500. |
| 43  | Дмитрова Гора               | село             | Получено слишком много сущностей из Викиданные. Количество загруженных сущностей: 500/500. |
| 44  | Дмитровка                   | деревня          | Получено слишком много сущностей из Викиданные. Количество загруженных сущностей: 500/500. |
| 45  | Дмитрово                    | деревня          | Получено слишком много сущностей из Викиданные. Количество загруженных сущностей: 500/500. |
| 46  | Дмитрово                    | деревня          | Получено слишком много сущностей из Викиданные. Количество загруженных сущностей: 500/500. |
| 47  | Долгая Пожня                | деревня          | Получено слишком много сущностей из Викиданные. Количество загруженных сущностей: 500/500. |
| 48  | Долинки                     | деревня          | Получено слишком много сущностей из Викиданные. Количество загруженных сущностей: 500/500. |
| 49  | Дорино                      | деревня          | Получено слишком много сущностей из Викиданные. Количество загруженных сущностей: 500/500. |
| 50  | Дубровки                    | деревня          | Получено слишком много сущностей из Викиданные. Количество загруженных сущностей: 500/500. |
| 51  | Дулово                      | село             | Получено слишком много сущностей из Викиданные. Количество загруженных сущностей: 500/500. |
| 52  | Едимоново                   | деревня          | Получено слишком много сущностей из Викиданные. Количество загруженных сущностей: 500/500. |
| 53  | Едимоновские Горки          | деревня          | Получено слишком много сущностей из Викиданные. Количество загруженных сущностей: 500/500. |
| 54  | Елдино                      | деревня          | Получено слишком много сущностей из Викиданные. Количество загруженных сущностей: 500/500. |
| 55  | Заборовье                   | деревня          | Получено слишком много сущностей из Викиданные. Количество загруженных сущностей: 500/500. |
| 56  | Завидово                    | село             | Получено слишком много сущностей из Викиданные. Количество загруженных сущностей: 500/500. |
| 57  | Загорье                     | деревня          | Получено слишком много сущностей из Викиданные. Количество загруженных сущностей: 500/500. |
| 58  | Заозерье                    | деревня          | Получено слишком много сущностей из Викиданные. Количество загруженных сущностей: 500/500. |
| 59  | Заполок                     | деревня          | Получено слишком много сущностей из Викиданные. Количество загруженных сущностей: 500/500. |
| 60  | Заречье                     | деревня          | Получено слишком много сущностей из Викиданные. Количество загруженных сущностей: 500/500. |
| 61  | Захарово                    | деревня          | Получено слишком много сущностей из Викиданные. Количество загруженных сущностей: 500/500. |
| 62  | Зеленцино                   | деревня          | Получено слишком много сущностей из Викиданные. Количество загруженных сущностей: 500/500. |
| 63  | Ивановское                  | деревня          | Получено слишком много сущностей из Викиданные. Количество загруженных сущностей: 500/500. |
| 64  | Игуменка                    | деревня          | Получено слишком много сущностей из Викиданные. Количество загруженных сущностей: 500/500. |
| 65  | Изоплит                     | пгт              | Получено слишком много сущностей из Викиданные. Количество загруженных сущностей: 500/500. |
| 66  | Искрино                     | деревня          | Получено слишком много сущностей из Викиданные. Количество загруженных сущностей: 500/500. |
| 67  | Кабаново                    | деревня          | Получено слишком много сущностей из Викиданные. Количество загруженных сущностей: 500/500. |
| 68  | Карачарово                  | деревня          | Получено слишком много сущностей из Викиданные. Количество загруженных сущностей: 500/500. |
| 69  | Карла Маркса                | деревня          | Получено слишком много сущностей из Викиданные. Количество загруженных сущностей: 500/500. |
| 70  | Карповское                  | деревня          | Получено слишком много сущностей из Викиданные. Количество загруженных сущностей: 500/500. |
| 71  | Клещево                     | деревня          | Получено слишком много сущностей из Викиданные. Количество загруженных сущностей: 500/500. |
| 72  | Клыпино                     | деревня          | Получено слишком много сущностей из Викиданные. Количество загруженных сущностей: 500/500. |
| 73  | Козлово                     | деревня          | Получено слишком много сущностей из Викиданные. Количество загруженных сущностей: 500/500. |
| 74  | Козлово                     | пгт              | Получено слишком много сущностей из Викиданные. Количество загруженных сущностей: 500/500. |
| 75  | Койдиново                   | деревня          | Получено слишком много сущностей из Викиданные. Количество загруженных сущностей: 500/500. |
| 76  | Колодкино                   | деревня          | Получено слишком много сущностей из Викиданные. Количество загруженных сущностей: 500/500. |
| 77  | Конаково                    | город            | Получено слишком много сущностей из Викиданные. Количество загруженных сущностей: 500/500. |
| 78  | Концово                     | деревня          | Получено слишком много сущностей из Викиданные. Количество загруженных сущностей: 500/500. |
| 79  | Коровино                    | деревня          | Получено слишком много сущностей из Викиданные. Количество загруженных сущностей: 500/500. |
| 80  | Коровино                    | деревня          | Получено слишком много сущностей из Викиданные. Количество загруженных сущностей: 500/500. |
| 81  | Коромыслово                 | деревня          | Получено слишком много сущностей из Викиданные. Количество загруженных сущностей: 500/500. |
| 82  | Кочедыково                  | деревня          | Получено слишком много сущностей из Викиданные. Количество загруженных сущностей: 500/500. |
| 83  | Кошелево                    | деревня          | Получено слишком много сущностей из Викиданные. Количество загруженных сущностей: 500/500. |
| 84  | Красинское                  | деревня          | Получено слишком много сущностей из Викиданные. Количество загруженных сущностей: 500/500. |
| 85  | Крутец                      | деревня          | Получено слишком много сущностей из Викиданные. Количество загруженных сущностей: 500/500. |
| 86  | Кувалдино                   | деревня          | Получено слишком много сущностей из Викиданные. Количество загруженных сущностей: 500/500. |
| 87  | Кудрявцево                  | деревня          | Получено слишком много сущностей из Викиданные. Количество загруженных сущностей: 500/500. |
| 88  | Кузьминское                 | деревня          | Получено слишком много сущностей из Викиданные. Количество загруженных сущностей: 500/500. |
| 89  | Курьяново                   | деревня          | Получено слишком много сущностей из Викиданные. Количество загруженных сущностей: 500/500. |
| 90  | Лазурная                    | деревня          | Получено слишком много сущностей из Викиданные. Количество загруженных сущностей: 500/500. |
| 91  | Лукино                      | деревня          | Получено слишком много сущностей из Викиданные. Количество загруженных сущностей: 500/500. |
| 92  | Малое Новоселье             | деревня          | Получено слишком много сущностей из Викиданные. Количество загруженных сущностей: 500/500. |
| 93  | Марьино                     | деревня          | Получено слишком много сущностей из Викиданные. Количество загруженных сущностей: 500/500. |
| 94  | Медведево                   | деревня          | Получено слишком много сущностей из Викиданные. Количество загруженных сущностей: 500/500. |
| 95  | Межево                      | деревня          | Получено слишком много сущностей из Викиданные. Количество загруженных сущностей: 500/500. |
| 96  | Меженино                    | деревня          | Получено слишком много сущностей из Викиданные. Количество загруженных сущностей: 500/500. |
| 97  | Мерилово                    | деревня          | Получено слишком много сущностей из Викиданные. Количество загруженных сущностей: 500/500. |
| 98  | Мирный                      | посёлок          | Получено слишком много сущностей из Викиданные. Количество загруженных сущностей: 500/500. |
| 99  | Михалиха                    | деревня          | Получено слишком много сущностей из Викиданные. Количество загруженных сущностей: 500/500. |
| 100 | Мишино                      | деревня          | Получено слишком много сущностей из Викиданные. Количество загруженных сущностей: 500/500. |
| 101 | Мокшино                     | деревня          | Получено слишком много сущностей из Викиданные. Количество загруженных сущностей: 500/500. |
| 102 | Мыслятино                   | деревня          | Получено слишком много сущностей из Викиданные. Количество загруженных сущностей: 500/500. |
| 103 | Нижние Выселки              | деревня          | Получено слишком много сущностей из Викиданные. Количество загруженных сущностей: 500/500. |
| 104 | Никольское                  | деревня          | Получено слишком много сущностей из Викиданные. Количество загруженных сущностей: 500/500. |
| 105 | Никольское                  | деревня          | Получено слишком много сущностей из Викиданные. Количество загруженных сущностей: 500/500. |
| 106 | Новенькое                   | деревня          | Получено слишком много сущностей из Викиданные. Количество загруженных сущностей: 500/500. |
| 107 | Новенькое                   | деревня          | Получено слишком много сущностей из Викиданные. Количество загруженных сущностей: 500/500. |
| 108 | Новое Домкино               | деревня          | Получено слишком много сущностей из Викиданные. Количество загруженных сущностей: 500/500. |
| 109 | Новое Завражье              | деревня          | Получено слишком много сущностей из Викиданные. Количество загруженных сущностей: 500/500. |
| 110 | Новозавидовский             | пгт              | Получено слишком много сущностей из Викиданные. Количество загруженных сущностей: 500/500. |
| 111 | Новомелково                 | посёлок          | Получено слишком много сущностей из Викиданные. Количество загруженных сущностей: 500/500. |
| 112 | Новошино                    | деревня          | Получено слишком много сущностей из Викиданные. Количество загруженных сущностей: 500/500. |
| 113 | Обухово                     | деревня          | Получено слишком много сущностей из Викиданные. Количество загруженных сущностей: 500/500. |
| 114 | Огурцово                    | деревня          | Получено слишком много сущностей из Викиданные. Количество загруженных сущностей: 500/500. |
| 115 | Озерки                      | посёлок          | Получено слишком много сущностей из Викиданные. Количество загруженных сущностей: 500/500. |
| 116 | Окулово                     | деревня          | Получено слишком много сущностей из Викиданные. Количество загруженных сущностей: 500/500. |
| 117 | Орешково                    | деревня          | Получено слишком много сущностей из Викиданные. Количество загруженных сущностей: 500/500. |
| 118 | Осиновка                    | деревня          | Получено слишком много сущностей из Викиданные. Количество загруженных сущностей: 500/500. |
| 119 | Осипово                     | деревня          | Получено слишком много сущностей из Викиданные. Количество загруженных сущностей: 500/500. |
| 120 | Отроковичи                  | деревня          | Получено слишком много сущностей из Викиданные. Количество загруженных сущностей: 500/500. |
| 121 | Павельцево                  | деревня          | Получено слишком много сущностей из Викиданные. Количество загруженных сущностей: 500/500. |
| 122 | Павлюково                   | деревня          | Получено слишком много сущностей из Викиданные. Количество загруженных сущностей: 500/500. |
| 123 | Паника                      | деревня          | Получено слишком много сущностей из Викиданные. Количество загруженных сущностей: 500/500. |
| 124 | Пансионат Отдыха «Игуменка» | населённый пункт | Получено слишком много сущностей из Викиданные. Количество загруженных сущностей: 500/500. |
| 125 | Пенье                       | деревня          | Получено слишком много сущностей из Викиданные. Количество загруженных сущностей: 500/500. |
| 126 | Первомайск                  | деревня          | Получено слишком много сущностей из Викиданные. Количество загруженных сущностей: 500/500. |
| 127 | Перетрусово                 | деревня          | Получено слишком много сущностей из Викиданные. Количество загруженных сущностей: 500/500. |
| 128 | Плоски                      | деревня          | Получено слишком много сущностей из Викиданные. Количество загруженных сущностей: 500/500. |
| 129 | Полушкино                   | деревня          | Получено слишком много сущностей из Викиданные. Количество загруженных сущностей: 500/500. |
| 130 | Поповское                   | деревня          | Получено слишком много сущностей из Викиданные. Количество загруженных сущностей: 500/500. |
| 131 | Поречье                     | деревня          | Получено слишком много сущностей из Викиданные. Количество загруженных сущностей: 500/500. |
| 132 | Радченко                    | пгт              | Получено слишком много сущностей из Викиданные. Количество загруженных сущностей: 500/500. |
| 133 | Редкино                     | пгт              | Получено слишком много сущностей из Викиданные. Количество загруженных сущностей: 500/500. |
| 134 | Ременницы                   | деревня          | Получено слишком много сущностей из Викиданные. Количество загруженных сущностей: 500/500. |
| 135 | Речицы                      | деревня          | Получено слишком много сущностей из Викиданные. Количество загруженных сущностей: 500/500. |
| 136 | Ручьи                       | деревня          | Получено слишком много сущностей из Викиданные. Количество загруженных сущностей: 500/500. |
| 137 | Рябиково                    | деревня          | Получено слишком много сущностей из Викиданные. Количество загруженных сущностей: 500/500. |
| 138 | Рябинки                     | деревня          | Получено слишком много сущностей из Викиданные. Количество загруженных сущностей: 500/500. |
| 139 | Сажино                      | деревня          | Получено слишком много сущностей из Викиданные. Количество загруженных сущностей: 500/500. |
| 140 | Свердлово                   | село             | Получено слишком много сущностей из Викиданные. Количество загруженных сущностей: 500/500. |
| 141 | Селиверстово                | деревня          | Получено слишком много сущностей из Викиданные. Количество загруженных сущностей: 500/500. |
| 142 | Селихово                    | село             | Получено слишком много сущностей из Викиданные. Количество загруженных сущностей: 500/500. |
| 143 | Сенинское                   | деревня          | Получено слишком много сущностей из Викиданные. Количество загруженных сущностей: 500/500. |
| 144 | Сентюрино                   | деревня          | Получено слишком много сущностей из Викиданные. Количество загруженных сущностей: 500/500. |
| 145 | Сергеевка                   | деревня          | Получено слишком много сущностей из Викиданные. Количество загруженных сущностей: 500/500. |
| 146 | Синцово                     | деревня          | Получено слишком много сущностей из Викиданные. Количество загруженных сущностей: 500/500. |
| 147 | Слобода                     | деревня          | Получено слишком много сущностей из Викиданные. Количество загруженных сущностей: 500/500. |
| 148 | Слободка                    | деревня          | Получено слишком много сущностей из Викиданные. Количество загруженных сущностей: 500/500. |
| 149 | Сорокопенино                | деревня          | Получено слишком много сущностей из Викиданные. Количество загруженных сущностей: 500/500. |
| 150 | Спиридово                   | деревня          | Получено слишком много сущностей из Викиданные. Количество загруженных сущностей: 500/500. |
| 151 | Стариково                   | деревня          | Получено слишком много сущностей из Викиданные. Количество загруженных сущностей: 500/500. |
| 152 | Старое Домкино              | деревня          | Получено слишком много сущностей из Викиданные. Количество загруженных сущностей: 500/500. |
| 153 | Старое Завражье             | деревня          | Получено слишком много сущностей из Викиданные. Количество загруженных сущностей: 500/500. |
| 154 | Старое Мелково              | деревня          | Получено слишком много сущностей из Викиданные. Количество загруженных сущностей: 500/500. |
| 155 | Сурсово                     | деревня          | Получено слишком много сущностей из Викиданные. Количество загруженных сущностей: 500/500. |
| 156 | Сынково                     | деревня          | Получено слишком много сущностей из Викиданные. Количество загруженных сущностей: 500/500. |
| 157 | Тарлаково                   | деревня          | Получено слишком много сущностей из Викиданные. Количество загруженных сущностей: 500/500. |
| 158 | Текстильщик                 | посёлок          | Получено слишком много сущностей из Викиданные. Количество загруженных сущностей: 500/500. |
| 159 | Терехово                    | деревня          | Получено слишком много сущностей из Викиданные. Количество загруженных сущностей: 500/500. |
| 160 | Тешилово                    | деревня          | Получено слишком много сущностей из Викиданные. Количество загруженных сущностей: 500/500. |
| 161 | Трубицино                   | деревня          | Получено слишком много сущностей из Викиданные. Количество загруженных сущностей: 500/500. |
| 162 | Трунино                     | деревня          | Получено слишком много сущностей из Викиданные. Количество загруженных сущностей: 500/500. |
| 163 | Трясцино                    | деревня          | Получено слишком много сущностей из Викиданные. Количество загруженных сущностей: 500/500. |
| 164 | Турбаза «Верхневолжская»    | населённый пункт | Получено слишком много сущностей из Викиданные. Количество загруженных сущностей: 500/500. |
| 165 | Турыгино                    | деревня          | Получено слишком много сущностей из Викиданные. Количество загруженных сущностей: 500/500. |
| 166 | Узкол                       | деревня          | Получено слишком много сущностей из Викиданные. Количество загруженных сущностей: 500/500. |
| 167 | Уразово                     | деревня          | Получено слишком много сущностей из Викиданные. Количество загруженных сущностей: 500/500. |
| 168 | Устье                       | деревня          | Получено слишком много сущностей из Викиданные. Количество загруженных сущностей: 500/500. |
| 169 | Федоровское                 | деревня          | Получено слишком много сущностей из Викиданные. Количество загруженных сущностей: 500/500. |
| 170 | Филимоново                  | деревня          | Получено слишком много сущностей из Викиданные. Количество загруженных сущностей: 500/500. |
| 171 | Фролово                     | деревня          | Получено слишком много сущностей из Викиданные. Количество загруженных сущностей: 500/500. |
| 172 | Харитоново                  | деревня          | Получено слишком много сущностей из Викиданные. Количество загруженных сущностей: 500/500. |
| 173 | Харлово                     | деревня          | Получено слишком много сущностей из Викиданные. Количество загруженных сущностей: 500/500. |
| 174 | Цыбино                      | деревня          | Получено слишком много сущностей из Викиданные. Количество загруженных сущностей: 500/500. |
| 175 | Чублово                     | деревня          | Получено слишком много сущностей из Викиданные. Количество загруженных сущностей: 500/500. |
| 176 | Шетаково                    | деревня          | Получено слишком много сущностей из Викиданные. Количество загруженных сущностей: 500/500. |
| 177 | Шорново                     | деревня          | Получено слишком много сущностей из Викиданные. Количество загруженных сущностей: 500/500. |
| 178 | Шоша                        | деревня          | Получено слишком много сущностей из Викиданные. Количество загруженных сущностей: 500/500. |
| 179 | Шуклово                     | деревня          | Получено слишком много сущностей из Викиданные. Количество загруженных сущностей: 500/500. |
| 180 | Шумново                     | деревня          | Получено слишком много сущностей из Викиданные. Количество загруженных сущностей: 500/500. |
| 181 | Щелково                     | деревня          | Получено слишком много сущностей из Викиданные. Количество загруженных сущностей: 500/500. |
| 182 | Энергетик                   | посёлок          | Получено слишком много сущностей из Викиданные. Количество загруженных сущностей: 500/500. |
| 183 | Юренево                     | деревня          | Получено слишком много сущностей из Викиданные. Количество загруженных сущностей: 500/500. |
| 184 | Юрьево                      | деревня          | Получено слишком много сущностей из Викиданные. Количество загруженных сущностей: 500/500. |
| 185 | Юрьево                      | деревня          | Получено слишком много сущностей из Викиданные. Количество загруженных сущностей: 500/500. |
| 186 | Юрьево-Девичье              | село             | Получено слишком много сущностей из Викиданные. Количество загруженных сущностей: 500/500. |
| 187 | Юрятино                     | деревня          | Получено слишком много сущностей из Викиданные. Количество загруженных сущностей: 500/500. |

## Кувшиновский
Время, выделенное для выполнения скриптов, истекло.

## Максатихинский
Время, выделенное для выполнения скриптов, истекло.